# Németország a 2024. évi nyári olimpiai játékokon
Németország a franciaországi Párizsban megrendezett 2024. évi nyári olimpiai játékok egyik részt vevő nemzete volt. Az országot az olimpián 30 sportágban 457 sportoló képviselte, akik összesen 33 érmet szereztek.

## Birkózás
Férfi
Kötöttfogású
| Versenyző        | Versenyszám | Nyolcaddöntő                             | Negyeddöntő       | Elődöntő          | Vigaszág elődöntő | Bronz- mérkőzés   | Döntő             | Helyezés |
| Versenyző        | Versenyszám | Ellenfél Eredmény                        | Ellenfél Eredmény | Ellenfél Eredmény | Ellenfél Eredmény | Ellenfél Eredmény | Ellenfél Eredmény | Helyezés |
| ---------------- | ----------- | ---------------------------------------- | ----------------- | ----------------- | ----------------- | ----------------- | ----------------- | -------- |
| Lucas Lazogianis | 97 kg       | Gabriel Rosillo (CUB) · 5–7              | kiesett           | kiesett           | kiesett           | kiesett           | kiesett           | 10.      |
| Jello Krahmer    | 130 kg      | Meng Ling-csö (Meng Lingzhe) (CHN) · 1–4 | kiesett           | kiesett           | kiesett           | kiesett           | kiesett           | 13       |

Szabadfogású
| Versenyző   | Versenyszám | Nyolcaddöntő             | Negyeddöntő       | Elődöntő          | Vigaszág elődöntő | Bronz- mérkőzés   | Döntő             | Helyezés |
| Versenyző   | Versenyszám | Ellenfél Eredmény        | Ellenfél Eredmény | Ellenfél Eredmény | Ellenfél Eredmény | Ellenfél Eredmény | Ellenfél Eredmény | Helyezés |
| ----------- | ----------- | ------------------------ | ----------------- | ----------------- | ----------------- | ----------------- | ----------------- | -------- |
| Erik Thiele | 97 kg       | Arturo Silot (CUB) · 0–5 | kiesett           | kiesett           | kiesett           | kiesett           | kiesett           | 15.      |

Női
Szabadfogású
| Versenyző          | Versenyszám | Nyolcaddöntő                  | Negyeddöntő                         | Elődöntő                 | Vigaszág elődöntő            | Bronz- mérkőzés                             | Döntő             | Helyezés |
| Versenyző          | Versenyszám | Ellenfél Eredmény             | Ellenfél Eredmény                   | Ellenfél Eredmény        | Ellenfél Eredmény            | Ellenfél Eredmény                           | Ellenfél Eredmény | Helyezés |
| ------------------ | ----------- | ----------------------------- | ----------------------------------- | ------------------------ | ---------------------------- | ------------------------------------------- | ----------------- | -------- |
| Anastasia Blayvas  | 50 kg       | Mariya Stadnik (AZE) · 2–6    | kiesett                             | kiesett                  | kiesett                      | kiesett                                     | kiesett           | 10.      |
| Annika Wendle      | 53 kg       | María Prevolaráki (GRE) · 3–2 | Zeynep Yetgil (TUR) · kétvállas 2–5 | Lucía Yépez (ECU) · 0–10 |                              | Cshö Hjogjong (Choe Hyo-gyong) (PRK) · 0–10 |                   | 5.       |
| Sandra Paruszewski | 57 kg       | Anastasia Nichita (MDA) · 0–9 |                                     |                          | Giullia Penalber (BRA) · 0–7 | kiesett                                     | kiesett           | 16.      |
| Luisa Niemesch     | 62 kg       | Lee Han-bit (KOR) · 3–0       | Grace Bullen (NOR) · 0–10           | kiesett                  | kiesett                      | kiesett                                     | kiesett           | 9.       |

## Golf
| Versenyző             | Versenyszám  | 1. forduló | 1. forduló | 2. forduló | 2. forduló | 3. forduló | 3. forduló | 4. forduló | 4. forduló | Összesen | Összesen | Összesen |
| Versenyző             | Versenyszám  | Pont       | Par        | Pont       | Par        | Pont       | Par        | Pont       | Par        | Pontszám | Par      | Helyezés |
| --------------------- | ------------ | ---------- | ---------- | ---------- | ---------- | ---------- | ---------- | ---------- | ---------- | -------- | -------- | -------- |
| Stephan Jäger         | Férfi egyéni | 71         | 0          | 64         | −7         | 72         | +1         | 72         | +1         | 279      | −5       | =26.     |
| Matti Schmid          | Férfi egyéni | 68         | −3         | 75         | +4         | 69         | −2         | 67         | −4         | 279      | −5       | =26.     |
| Alexandra Försterling | Női egyéni   | 76         | +4         | 75         | +3         | 71         | −1         | 70         | −2         | 292      | +4       | 35.      |
| Esther Henseleit      | Női egyéni   | 72         | 0          | 73         | +1         | 69         | −3         | 66         | −6         | 280      | −8       |          |

## Gyeplabda

### Férfi
| Német férfi gyeplabdacsapat-játékoskeret | Német férfi gyeplabdacsapat-játékoskeret |
| --- | --- |
| - Jean Danneberg - Mats Grambusch (C) - Tom Grambusch - Johannes Große - Malte Hellwig - Teo Hinrichs - Paul-Philipp Kaufmann - Moritz Ludwig - Marco Miltkau | - Hannes Müller - Mathias Müller - Gonzalo Peillat - Thies Prinz - Christopher Rühr - Justus Weigand - Niklas Wellen - Lukas Windfeder - Martin Zwicker |

#### Eredmények
Csoportkör
A csoport
| Hely. | Csapat                        | M | Gy | D | V | G+ | G– | Gk  | P  | Továbbjutás |
| ----- | ----------------------------- | - | -- | - | - | -- | -- | --- | -- | ----------- |
| 1.    | Németország (GER)             | 5 | 4  | 0 | 1 | 16 | 6  | +10 | 12 | Negyeddöntő |
| 2.    | Hollandia (NED)               | 5 | 3  | 1 | 1 | 16 | 9  | +7  | 10 | Negyeddöntő |
| 3.    | Nagy-Britannia (GBR)          | 5 | 2  | 2 | 1 | 11 | 7  | +4  | 8  | Negyeddöntő |
| 4.    | Spanyolország (ESP)           | 5 | 2  | 1 | 2 | 11 | 12 | −1  | 7  | Negyeddöntő |
| 5.    | Dél-afrikai Köztársaság (RSA) | 5 | 1  | 1 | 3 | 11 | 20 | −9  | 4  |             |
| 6.    | Franciaország (FRA) (R)       | 5 | 0  | 1 | 4 | 8  | 22 | −14 | 1  |             |

| 2024. július 27. 17:00 | Németország (GER)                                                                             | 8–2               | Franciaország (FRA)       | Játékvezetők: Zeke Newman (AUS), Gareth Greenfield (NZL) |
| 2024. július 27. 17:00 | Weigand 1', 44' · Rühr 7' · Prinz 19' · M. Grambusch 21' · T. Grambusch 22' · Wellen 33', 49' | (5–1) Jegyzőkönyv | Masson 15+' · Charlet 59' | Játékvezetők: Zeke Newman (AUS), Gareth Greenfield (NZL) |

| 2024. július 28. 17:00 | Németország (GER) | 0–2               | Spanyolország (ESP)       | Játékvezetők: Jonas van 't Hek (NED), Martin Madden (GBR) |
| 2024. július 28. 17:00 |                   | (0–0) Jegyzőkönyv | Basterra 32' · Cunill 53' | Játékvezetők: Jonas van 't Hek (NED), Martin Madden (GBR) |

| 2024. július 30. 10:30 | Dél-afrikai Köztársaság (RSA) | 1–5               | Németország (GER)                                           | Játékvezetők: Dan Barstow (GBR), Raghu Prasad (IND) |
| 2024. július 30. 10:30 | Guise-Brown 35'               | (0–3) Jegyzőkönyv | Peillat 1', 39' · Rühr 15' · Weigand 17' · M. Grambusch 58' | Játékvezetők: Dan Barstow (GBR), Raghu Prasad (IND) |

| 2024. július 31. 17:30 | Németország (GER) | 1–0               | Hollandia (NED) | Játékvezetők: Martin Madden (GBR), David Tomlinson (NZL) |
| 2024. július 31. 17:30 | Wellen 3'         | (1–0) Jegyzőkönyv |                 | Játékvezetők: Martin Madden (GBR), David Tomlinson (NZL) |

| 2024. augusztus 2. 20:15 | Nagy-Britannia (GBR) | 1–2               | Németország (GER) | Játékvezetők: Coen van Bunge (NED), Gareth Greenfield (NZL) |
| 2024. augusztus 2. 20:15 | Furlong 49'          | (0–2) Jegyzőkönyv | Rühr 19', 25'     | Játékvezetők: Coen van Bunge (NED), Gareth Greenfield (NZL) |

Negyeddöntő
| 2024. augusztus 4. 20:00 | Németország (GER)                       | 3–2               | Argentína (ARG)           | Játékvezetők: Zeke Newman (AUS), David Tomlinson (NZL) |
| 2024. augusztus 4. 20:00 | Hinrichs 9' · Peillat 24' · Weigand 54' | (2–1) Jegyzőkönyv | Casella 11' · Mazilli 48' | Játékvezetők: Zeke Newman (AUS), David Tomlinson (NZL) |

Elődöntő
| 2024. augusztus 6. 19:00 | Németország (GER)                    | 3–2               | India (IND)                   | Játékvezetők: Coen van Bunge (NED), Gareth Greenfield (NZL) |
| 2024. augusztus 6. 19:00 | Peillat 18' · Rühr 27' · Miltkau 54' | (2–1) Jegyzőkönyv | Harmanpreet 7' · Sukhjeet 36' | Játékvezetők: Coen van Bunge (NED), Gareth Greenfield (NZL) |

Döntő
| 2024. augusztus 8. 19:00 | Németország (GER)              | 1–1               | Hollandia (NED)                            | Játékvezetők: Martin Madden (GBR), Steve Rogers (AUS) |
| 2024. augusztus 8. 19:00 | Prinz 50'                      | (0–0) Jegyzőkönyv | Brinkman 46'                               | Játékvezetők: Martin Madden (GBR), Steve Rogers (AUS) |
| 2024. augusztus 8. 19:00 | Büntetőpárbaj:                 |                   |                                            | Játékvezetők: Martin Madden (GBR), Steve Rogers (AUS) |
| 2024. augusztus 8. 19:00 | Wellen H. Müller Prinz Weigand | 1–3               | De Geus De Mol Brinkman Van Dam Telgenkamp | Játékvezetők: Martin Madden (GBR), Steve Rogers (AUS) |

| Csapat            | Helyezés |
| ----------------- | -------- |
| Németország (GER) |          |

### Női
| Német női gyeplabdacsapat-játékoskeret | Német női gyeplabdacsapat-játékoskeret |
| --- | --- |
| - Emma Davidsmeyer - Jette Fleschütz - Kira Horn - Viktoria Huse - Nathalie Kubalski - Stine Kurz - Nike Lorenz (C) - Lena Micheel - Lisa Nolte | - Selin Oruz - Cécile Pieper - Anne Schröder - Charlotte Stapenhorst - Linnea Weidemann - Benedetta Wenzel - Felicia Wiedermann - Amelie Wortmann - Sonja Zimmermann |

#### Eredmények
Csoportkör
A csoport
| Hely. | Csapat                  | M | Gy | D | V | G+ | G– | Gk  | P  | Továbbjutás |
| ----- | ----------------------- | - | -- | - | - | -- | -- | --- | -- | ----------- |
| 1.    | Hollandia (NED)         | 5 | 5  | 0 | 0 | 19 | 5  | +14 | 15 | Negyeddöntő |
| 2.    | Belgium (BEL)           | 5 | 4  | 0 | 1 | 13 | 4  | +9  | 12 | Negyeddöntő |
| 3.    | Németország (GER)       | 5 | 3  | 0 | 2 | 12 | 7  | +5  | 9  | Negyeddöntő |
| 4.    | Kína (CHN)              | 5 | 2  | 0 | 3 | 15 | 10 | +5  | 6  | Negyeddöntő |
| 5.    | Japán (JPN)             | 5 | 1  | 0 | 4 | 2  | 15 | −13 | 3  |             |
| 6.    | Franciaország (FRA) (R) | 5 | 0  | 0 | 5 | 4  | 24 | −20 | 0  |             |

| 2024. július 28. 10:30 | Németország (GER)            | 2–0               | Japán (JPN) | Játékvezetők: Alison Keogh (IRE) Sarah Wilson (GBR) |
| 2024. július 28. 10:30 | Stapenhorst 12' · Lorenz 56' | (1–0) Jegyzőkönyv |             | Játékvezetők: Alison Keogh (IRE) Sarah Wilson (GBR) |

| 2024. július 29. 19:45 | Németország (GER) | 1–2               | Hollandia (NED)       | Játékvezetők: Amber Church (NZL) Aleisha Neumann (AUS) |
| 2024. július 29. 19:45 | Stapenhorst 44'   | (0–0) Jegyzőkönyv | Jansen 50' · Veen 54' | Játékvezetők: Amber Church (NZL) Aleisha Neumann (AUS) |

| 2024. július 31. 12:45 | Franciaország (FRA) | 1–5               | Németország (GER)                                    | Játékvezetők: Annelize Rostron (RSA), Emi Yamada (JPN) |
| 2024. július 31. 12:45 | Lhopital 51'        | (0–3) Jegyzőkönyv | Lorenz 3', 52', 53' · Stapenhorst 11' · Wortmann 28' | Játékvezetők: Annelize Rostron (RSA), Emi Yamada (JPN) |

| 2024. augusztus 2. 10:00 | Kína (CHN)        | 2–4               | Németország (GER)                      | Játékvezetők: Sarah Wilson (GBR), Annelize Rostron (RSA) |
| 2024. augusztus 2. 10:00 | Dan 36' · Zou 55' | (0–3) Jegyzőkönyv | Lorenz 12', 49' · Stapenhorst 17', 18' | Játékvezetők: Sarah Wilson (GBR), Annelize Rostron (RSA) |

| 2024. augusztus 3. 19:45 | Németország (GER) | 0–2               | Belgium (BEL)                 | Játékvezetők: Irene Presenqui (ARG), Wanri Venter (RSA) |
| 2024. augusztus 3. 19:45 |                   | (0–2) Jegyzőkönyv | Struijk 13' · Ballenghien 17' | Játékvezetők: Irene Presenqui (ARG), Wanri Venter (RSA) |

Negyeddöntő
| 2024. augusztus 5. 12:30 | Argentína (ARG)     | 1–1               | Németország (GER)                  | Játékvezetők: Laurine Delforge (BEL), Aleisha Neumann (AUS) |
| 2024. augusztus 5. 12:30 | Jankunas 59'        | (0–0) Jegyzőkönyv | Huse 57'                           | Játékvezetők: Laurine Delforge (BEL), Aleisha Neumann (AUS) |
| 2024. augusztus 5. 12:30 | Büntetőpárbaj:      |                   |                                    | Játékvezetők: Laurine Delforge (BEL), Aleisha Neumann (AUS) |
| 2024. augusztus 5. 12:30 | Casas Jankunas Díaz | 2–0               | Weidemann Huse Schröder Zimmermann | Játékvezetők: Laurine Delforge (BEL), Aleisha Neumann (AUS) |

| Csapat            | Helyezés |
| ----------------- | -------- |
| Németország (GER) | 6.       |

## Hullámlovaglás
| Versenyző    | Versenyszám | 1. forduló                                                 | 1. forduló | 2. forduló                   | 3. forduló            | Negyeddöntő           | Elődöntő              | Döntő                 | Helyezés |
| Versenyző    | Versenyszám | Ellenfelek Győztes pont                                    | Hely.      | Ellenfél Győztes pont        | Ellenfél Győztes pont | Ellenfél Győztes pont | Ellenfél Győztes pont | Ellenfél Győztes pont | Helyezés |
| ------------ | ----------- | ---------------------------------------------------------- | ---------- | ---------------------------- | --------------------- | --------------------- | --------------------- | --------------------- | -------- |
| Tim Elter    | Férfi       | 1 csoport · Ethan Ewing (AUS) · Jordy Smith (RSA) · 9,90   | 3.         | Connor O'Leary (JPN) · 14,50 | kiesett               | kiesett               | kiesett               | kiesett               | 17.      |
| Camilla Kemp | Női         | 6 csoport · Luana Silva (BRA) · Tainá Hinckel (BRA) · 7,27 | 3.         | Sarah Baum (RSA) · 10,50     | kiesett               | kiesett               | kiesett               | kiesett               | 17.      |

## Íjászat
Férfi
| Versenyző     | Versenyszám | Selejtező | Selejtező | 64-es főtábla                   | 32-es főtábla                      | Nyolcaddöntő               | Negyeddöntő                     | Elődöntő                       | Döntő                                                   | Helyezés |
| Versenyző     | Versenyszám | Pont      | Kiemelés  | Ellenfél Eredmény               | Ellenfél Eredmény                  | Ellenfél Eredmény          | Ellenfél Eredmény               | Ellenfél Eredmény              | Ellenfél Eredmény                                       | Helyezés |
| ------------- | ----------- | --------- | --------- | ------------------------------- | ---------------------------------- | -------------------------- | ------------------------------- | ------------------------------ | ------------------------------------------------------- | -------- |
| Florian Unruh | Egyéni      | 681       | 3.        | Youssof Tolba (EGY) (62.) · 6–0 | Nakanisi Dzsunja (JPN) (30.) · 6–4 | Tom Hall (GBR) (51.) · 7–3 | Baptiste Addis (FRA) (6.) · 6–5 | Brady Ellison (USA) (7.) · 3–7 | Bronzmérkőzés · I Uszok (Lee Woo-seok) (KOR) (5.) · 0–6 | 4.       |

Női
| Versenyző                                         | Versenyszám | Selejtező | Selejtező | 64-es főtábla                       | 32-es főtábla                                   | Nyolcaddöntő                                                                   | Negyeddöntő                                                                    | Elődöntő          | Döntő             | Helyezés |
| Versenyző                                         | Versenyszám | Pont      | Kiemelés  | Ellenfél Eredmény                   | Ellenfél Eredmény                               | Ellenfél Eredmény                                                              | Ellenfél Eredmény                                                              | Ellenfél Eredmény | Ellenfél Eredmény | Helyezés |
| ------------------------------------------------- | ----------- | --------- | --------- | ----------------------------------- | ----------------------------------------------- | ------------------------------------------------------------------------------ | ------------------------------------------------------------------------------ | ----------------- | ----------------- | -------- |
| Katharina Bauer                                   | Egyéni      | 656       | 27.       | Catalina GNoriega (USA) (38.) · 0–6 | kiesett                                         | kiesett                                                                        | kiesett                                                                        | kiesett           | kiesett           | 33.      |
| Michelle Kroppen                                  | Egyéni      | 670       | 7.        | Giorgia Cesarini (SMR) (58.) · 7–3  | Yaylagul Ramazanova (AZE) (39.) · 6–2           | Deepika Kumari (IND) (23.) · 4–6                                               | kiesett                                                                        | kiesett           | kiesett           | 9.       |
| Charline Schwarz                                  | Egyéni      | 639       | 45.       | Ana Paula Vázquez (MEX) (20.) · 6–4 | Cson Hunjong (Jeon Hun-young) (KOR) (13.) · 1–7 | kiesett                                                                        | kiesett                                                                        | kiesett           | kiesett           | 17.      |
| Katharina Bauer Michelle Kroppen Charline Schwarz | Csapat      | 1965      | 6.        |                                     |                                                 | Nagy-Britannia (GBR) · Megan Havers · Penny Healey · Bryony Pitman (11.) · 6–0 | Mexikó (MEX) · Ángela Ruiz · Alejandra Valencia · Ana Paula Vázquez (3.) · 1–5 | kiesett           | kiesett           | 6.       |

Vegyes csapat
| Versenyző                      | Versenyszám | Selejtező | Selejtező | Nyolcaddöntő                                              | Negyeddöntő                                                  | Elődöntő                                                           | Döntő                                                                            | Helyezés |
| Versenyző                      | Versenyszám | Pont      | Kiemelés  | Ellenfél Eredmény                                         | Ellenfél Eredmény                                            | Ellenfél Eredmény                                                  | Ellenfél Eredmény                                                                | Helyezés |
| ------------------------------ | ----------- | --------- | --------- | --------------------------------------------------------- | ------------------------------------------------------------ | ------------------------------------------------------------------ | -------------------------------------------------------------------------------- | -------- |
| Michelle Kroppen Florian Unruh | Vegyes      | 1351      | 2.        | Kolumbia (COL) · Santiago Arcila · Ana Rendón (15.) · 5–4 | Mexikó (MEX) · Matías Grande · Alejandra Valencia (7.) · 5–1 | Egyesült Államok (USA) · Brady Ellison · Casey Kaufhold (3.) · 5–3 | Dél-Korea (KOR) · Im Sihjon (Lim Si-hyeon) · Kim Udzsin (Kim Woo-jin) (1.) · 0–6 |          |

## Kajak-kenu

### Gyorsasági
Férfi
| Versenyző                                            | Versenyszám        | Előfutam | Előfutam | Előfutam | Negyeddöntő | Negyeddöntő | Negyeddöntő | Elődöntő | Elődöntő | Elődöntő | Döntő | Döntő   | Döntő    | Helyezés |
| Versenyző                                            | Versenyszám        | Idő      | Hely.    | Össz.    | Idő         | Hely.       | Össz.       | Idő      | Hely.    | Össz.    | Típus | Idő     | Helyezés | Helyezés |
| ---------------------------------------------------- | ------------------ | -------- | -------- | -------- | ----------- | ----------- | ----------- | -------- | -------- | -------- | ----- | ------- | -------- | -------- |
| Jakob Thordsen                                       | Kajak egyes 1000 m | 3:29,88  | 2.       | 9.       | erőnyerő    | erőnyerő    | erőnyerő    | 3:29,34  | 3.       | 6.       | A     | 3:36,82 | 8.       | 8.       |
| Anton Winkelmann                                     | Kajak egyes 1000 m | 3:27,80  | 1.       | 3.       | erőnyerő    | erőnyerő    | erőnyerő    | 3:31,51  | 7.       | 12.      | B     | 3:28,04 | 2.       | 10.      |
| Max Rendschmidt Tom Liebscher                        | Kajak kettes 500 m | 1:28,39  | 1.       | 3.       | erőnyerő    | erőnyerő    | erőnyerő    | 1:27,67  | 4.       | 4.       | A     | 1:27,54 | 5.       | 5.       |
| Jacob Schopf Max Lemke                               | Kajak kettes 500 m | 1:28,03  | 1.       | 1.       | erőnyerő    | erőnyerő    | erőnyerő    | 1:28,13  | 1.       | 4.       | A     | 1:26,87 | 1.       |          |
| Max Rendschmidt Max Lemke Jacob Schopf Tom Liebscher | Kajak négyes 500 m | 1:20,51  | 1.       | 1.       | erőnyerő    | erőnyerő    | erőnyerő    | 1:20,57  | 1.       | 4.       | A     | 1:19,80 | 1.       |          |
| Sebastian Brendel                                    | Kenu egyes 1000 m  | 3:45,48  | 1.       | 2.       | erőnyerő    | erőnyerő    | erőnyerő    | 3:44,78  | 1.       | 2.       | A     | 3:51,44 | 8.       | 8.       |
| Peter Kretschmer Tim Hecker                          | Kenu kettes 500 m  | 1:41,58  | 6.       | 9.       | 1:39,94     | 1.          | 2.          | 1:41,58  | 2.       | 7.       | A     | 1:41,62 | 5.       | 5.       |

Női
| Versenyző                                             | Versenyszám        | Előfutam | Előfutam | Előfutam | Negyeddöntő | Negyeddöntő | Negyeddöntő | Elődöntő      | Elődöntő      | Elődöntő      | Döntő   | Döntő   | Döntő    | Helyezés |
| Versenyző                                             | Versenyszám        | Idő      | Hely.    | Össz.    | Idő         | Hely.       | Össz.       | Idő           | Hely.         | Össz.         | Típus   | Idő     | Helyezés | Helyezés |
| ----------------------------------------------------- | ------------------ | -------- | -------- | -------- | ----------- | ----------- | ----------- | ------------- | ------------- | ------------- | ------- | ------- | -------- | -------- |
| Enja Rößeling                                         | Kajak egyes 500 m  | 1:56,88  | 5.       | 30.      | 1:52,74     | 4.          | 13.         | 1:57,22       | 8.            | 32.           | kiesett | kiesett | kiesett  | 32.      |
| Paulina Paszek Jule Hake                              | Kajak kettes 500 m | 1:39,03  | 1.       | 1.       | erőnyerő    | erőnyerő    | erőnyerő    | 1:38,84       | 2.            | 2.            | A       | 1:39,46 | 3.*      |          |
| Lena Röhlings Pauline Jagsch                          | Kajak kettes 500 m | 1:41,45  | 1.       | 7.       | erőnyerő    | erőnyerő    | erőnyerő    | 1:39,51       | 1.            | 4.            | A       | 1:40,09 | 6.       | 6.       |
| Paulina Paszek Jule Hake Pauline Jagsch Sarah Brüßler | Kajak négyes 500 m | 1:32,34  | 1.       | 1.       |             |             |             | erőnyerő      | erőnyerő      | erőnyerő      | A       | 1:32,62 | 2.       |          |
| Lisa Jahn                                             | Kenu egyes 200 m   | 48,92    | 3.       | 20.      | 48,55       | 5.          | 10.         | kiesett       | kiesett       | kiesett       | kiesett | kiesett | kiesett  | 20.      |
| Maike Jakob                                           | Kenu egyes 200 m   | 48,67    | 6.       | 19.      | 51,40       | 6.          | 18.         | kiesett       | kiesett       | kiesett       | kiesett | kiesett | kiesett  | 28.      |
| Lisa Jahn Hedi Kliemke                                | Kenu kettes 500 m  | 2:01,15  | 5.       | 10.      | 1:56,56     | 4.          | 4.          | nem jutott be | nem jutott be | nem jutott be | B       | 1:56,48 | 1.       | 9.       |

* - egy másik párossal azonos időt ért el

### Szlalom
Férfi
| Versenyző        | Versenyszám | Selejtező | Selejtező | Selejtező | Selejtező | Selejtező     | Selejtező     | Elődöntő | Elődöntő | Döntő | Döntő    |
| Versenyző        | Versenyszám | 1. futam  | 1. futam  | 2. futam  | 2. futam  | Jobb eredmény | Jobb eredmény | Elődöntő | Elődöntő | Döntő | Döntő    |
| Versenyző        | Versenyszám | Pont      | Hely.     | Pont      | Hely.     | Pont          | Hely.         | Pont     | Hely.    | Pont  | Helyezés |
| ---------------- | ----------- | --------- | --------- | --------- | --------- | ------------- | ------------- | -------- | -------- | ----- | -------- |
| Noah Hegge       | Kajak egyes | 87,67     | 8.        | 87,15     | 6.        | 87,15         | 10.           | 91,24    | 2.       | 93,73 | 9.       |
| Sideris Tasiadis | Kenu egyes  | 92,44     | 6.        | 92,43     | 3.        | 92,43         | 7.            | 96,74    | 3.       | 97,27 | 4.       |

Női
| Versenyző    | Versenyszám | Selejtező | Selejtező | Selejtező | Selejtező | Selejtező     | Selejtező     | Elődöntő | Elődöntő | Döntő  | Döntő    |
| Versenyző    | Versenyszám | 1. futam  | 1. futam  | 2. futam  | 2. futam  | Jobb eredmény | Jobb eredmény | Elődöntő | Elődöntő | Döntő  | Döntő    |
| Versenyző    | Versenyszám | Pont      | Hely.     | Pont      | Hely.     | Pont          | Hely.         | Pont     | Hely.    | Pont   | Helyezés |
| ------------ | ----------- | --------- | --------- | --------- | --------- | ------------- | ------------- | -------- | -------- | ------ | -------- |
| Ricarda Funk | Kajak egyes | 97,15     | 7.        | 94,95     | 6.        | 94,95         | 6.            | 99,31    | 1.       | 149,08 | 11.      |
| Elena Lilik  | Kenu egyes  | 107,95    | 7.        | 103,29    | 2.        | 103,29        | 5.            | 113,59   | 7.       | 103,54 |          |

Krossz
| Versenyző     | Versenyszám | Selejtező    | Selejtező | 1. forduló                                                                  | 1. forduló | Vigaszág   | Vigaszág | Nyolcaddöntő                                                                        | Nyolcaddöntő | Negyeddöntő                                                                    | Negyeddöntő | Elődöntő                                                                 | Elődöntő | 5–8. helyért | 5–8. helyért | Döntő                                                        | Döntő   | Helyezés |
| Versenyző     | Versenyszám | Idő          | Hely.     | Ellenfelek                                                                  | Hely.      | Ellenfelek | Hely.    | Ellenfelek                                                                          | Hely.        | Ellenfelek                                                                     | Hely.       | Ellenfelek                                                               | Hely.    | Ellenfelek   | Hely.        | Ellenfelek                                                   | Hely.   | Helyezés |
| ------------- | ----------- | ------------ | --------- | --------------------------------------------------------------------------- | ---------- | ---------- | -------- | ----------------------------------------------------------------------------------- | ------------ | ------------------------------------------------------------------------------ | ----------- | ------------------------------------------------------------------------ | -------- | ------------ | ------------ | ------------------------------------------------------------ | ------- | -------- |
| Noah Hegge    | Férfi       | 68,01        | 8.        | 8 csoport · Jakub Grigar (SVK) · Peter Kauzer (SLO) · Adam Burgess (GBR)    | 1.         | erőnyerő   | erőnyerő | 7 csoport · Tristan Carter (AUS) · Noel Hendrick (IRL) · Quan Xin (CHN)             | 1.           | 4 csoport · Lukáš Rohan (CZE) · Titouan Castryck (FRA) · Tristan Carter (AUS)  | 1.          | 2 csoport · Lukáš Rohan (CZE) · Boris Neveu (FRA) · Martin Dougoud (SUI) | 1.       |              |              | Finn Butcher (NZL) · Joseph Clarke (GBR) · Lukáš Rohan (CZE) | 3.      |          |
| Stefan Hengst | Férfi       | 69,67 FLT(6) | 38.       | 7 csoport · Felix Oschmautz (AUT) · Matija Marinić (CRO) · Liam Jegou (IRL) | 2.         | erőnyerő   | erőnyerő | 6 csoport · Timothy Anderson (AUS) · Grzegorz Hedwig (POL) · Felix Oschmautz (AUT)  | 4.           | kiesett                                                                        | kiesett     | kiesett                                                                  | kiesett  | kiesett      | kiesett      | kiesett                                                      | kiesett | 30.      |
| Ricarda Funk  | Női         | 72,89        | 7.        | 7 csoport · Alena Marx (SUI) · Klaudia Zwolińska (POL)                      | 1.         | erőnyerő   | erőnyerő | 4 csoport · Luuka Jones (NZL) · Marta Bertoncelli (ITA) · Chang Chu-han (TPE)       | 2.           | 2 csoport · Noemie Fox (AUS) · Luuka Jones (NZL) · Maialen Chourraut (ESP)     | 4.          | kiesett                                                                  | kiesett  | kiesett      | kiesett      | kiesett                                                      | kiesett | 14.      |
| Elena Lilik   | Női         | 74,19        | 13.       | 2 csoport · Jessica Fox (AUS) · Viktoria Wolffhardt (AUT)                   | 1.         | erőnyerő   | erőnyerő | 2 csoport · Stefanie Horn (ITA) · Klaudia Zwolińska (POL) · Antonie Galušková (CZE) | 1.           | 1 csoport · Carole Bouzidi (ALG) · Camille Prigent (FRA) · Stefanie Horn (ITA) | 1.          | 1 csoport · Noemie Fox (AUS) · Carole Bouzidi (ALG) · Luuka Jones (NZL)  | 2.       |              |              | Noemie Fox (AUS) · Angèle Hug (FRA) · Kimberley Woods (GBR)  | 4.      | 4.       |

## Kerékpározás

### BMX
Pálya
| Versenyző     | Versenyszám | Negyeddöntő | Negyeddöntő | Vigaszág | Vigaszág | Elődöntő | Elődöntő | Döntő   | Döntő    | Helyezés |
| Versenyző     | Versenyszám | Pont        | Helyezés    | Idő      | Helyezés | Pont     | Helyezés | Idő     | Helyezés | Helyezés |
| ------------- | ----------- | ----------- | ----------- | -------- | -------- | -------- | -------- | ------- | -------- | -------- |
| Philip Schaub | Férfi       | 20          | 21.         | kiesett  | kiesett  | kiesett  | kiesett  | kiesett | kiesett  | 21.      |
| Alina Beck    | Női         | 20          | 21.         | kiesett  | kiesett  | kiesett  | kiesett  | kiesett | kiesett  | 21.      |

Szabadgyakorlat
| Versenyző      | Versenyszám | Selejtező | Selejtező | Döntő   | Döntő   | Helyezés |
| Versenyző      | Versenyszám | Pont      | Hely.     | Pont    | Hely.   | Helyezés |
| -------------- | ----------- | --------- | --------- | ------- | ------- | -------- |
| Kim Lea Müller | Női         | 77,95     | 12.       | kiesett | kiesett | 12.      |

### Hegyi-kerékpározás
| Versenyző         | Versenyszám        | Idő     | Helyezés |
| ----------------- | ------------------ | ------- | -------- |
| Julian Schelb     | Férfi terepverseny | 1:29:08 | 15.      |
| Luca Schwarzbauer | Férfi terepverseny | 1:29:10 | 16.      |
| Nina Benz         | Női terepverseny   | 1:33:43 | 16.      |

### Országúti kerékpározás
Férfi
| Versenyző      | Versenyszám   | Idő                 | Helyezés |
| -------------- | ------------- | ------------------- | -------- |
| Nils Politt    | Mezőnyverseny | 6:39:29 (+19:55)    | 70.      |
| Max Schachmann | Mezőnyverseny | 6:22:33 (+2:59)     | 28.      |
| Max Schachmann | Időfutam      | 37:50,71 (+1:38,55) | 9.       |

Női
| Versenyző           | Versenyszám   | Idő                 | Helyezés |
| ------------------- | ------------- | ------------------- | -------- |
| Franziska Koch      | Mezőnyverseny | 4:07:16 (+7:53)     | 40.      |
| Liane Lippert       | Mezőnyverseny | 4:03:27 (+4:04)     | 16.      |
| Antonia Niedermaier | Mezőnyverseny | 4:04:23 (+5:00)     | 32.      |
| Antonia Niedermaier | Időfutam      | 42:53,79 (+3:15,55) | 15.      |
| Mieke Kröger        | Időfutam      | 42:28,12 (+2:49,88) | 13.      |

### Pálya-kerékpározás
Sprintversenyek
| Versenyző                                                      | Versenyszám  | Selejtező | Selejtező | 1. forduló                      | Vigaszág                                          | Vigaszág | 2. forduló                     | Vigaszág             | Nyolcaddöntő                 | Vigaszág               | Vigaszág | Negyeddöntő                                                              | 5–8. helyért                                                                 | 5–8. helyért | Elődöntő                                         | Döntő                                                                                                | Helyezés |
| Versenyző                                                      | Versenyszám  | Idő       | Hely.     | Ellenfél Győztes idő            | Ellenfelek Győztes idő                            | Hely.    | Ellenfél Győztes idő           | Ellenfél Győztes idő | Ellenfél Győztes idő         | Ellenfelek Győztes idő | Hely.    | Ellenfél Győztes idő                                                     | Ellenfelek Győztes idő                                                       | Hely.        | Ellenfél Győztes idő                             | Ellenfél Győztes idő                                                                                 | Helyezés |
| -------------------------------------------------------------- | ------------ | --------- | --------- | ------------------------------- | ------------------------------------------------- | -------- | ------------------------------ | -------------------- | ---------------------------- | ---------------------- | -------- | ------------------------------------------------------------------------ | ---------------------------------------------------------------------------- | ------------ | ------------------------------------------------ | --- | -------- |
| Maximilian Dörnbach                                            | Férfi egyéni | 9,655     | 24.       | Harrie Lavreysen (NED) · 9,953  | Yuta Obara (JPN) · Sébastien Vigier (FRA) · 9,829 | 2.       | kiesett                        | kiesett              | kiesett                      | kiesett                | kiesett  | kiesett                                                                  | kiesett                                                                      | kiesett      | kiesett                                          | kiesett                                                                                              | 24.      |
| Luca Spiegel                                                   | Férfi egyéni | 9,479     | 15.       | Azizulhasni Awang (MAS) · 9,885 | Jaïr Tjon En Fa (SUR) · Zhou Yu (CHN) · 9,999     | 2.       | kiesett                        | kiesett              | kiesett                      | kiesett                | kiesett  | kiesett                                                                  | kiesett                                                                      | kiesett      | kiesett                                          | kiesett                                                                                              | 18.      |
| Lea Friedrich                                                  | Női egyéni   | 10,029    | 1.        | Julie Nicolaes (BEL) · 10,997   |                                                   |          | Lauriane Genest (CAN) · 10,671 |                      | Martha Bayona (COL) · 10,716 |                        |          | Kelsey Mitchell (CAN) · 10,774, 10,684                                   |                                                                              |              | Hetty van de Wouw (NED) · 10,687, 10,718, 10,721 | Ellesse Andrews (NZL) · 10,685, 10,516                                                               |          |
| Emma Hinze                                                     | Női egyéni   | 10,198    | 6.        | Yuli Verdugo (MEX) · 10,928     |                                                   |          | Kristina Clonan (AUS) · 10,886 |                      | Mina Sato (JPN) · 10,838     |                        |          | Ellesse Andrews (NZL) · 10,746, 10,795                                   | Sophie Capewell (GBR) · Martha Bayona (COL) · Kelsey Mitchell (CAN) · 10,780 | 2.           |                                                  | | 6.       |
| Stefan Bötticher Maximilian Dörnbach Luca Spiegel Nik Schröter | Férfi csapat | 43,009    | 7.        |                                 |                                                   |          |                                |                      |                              |                        |          | Nagy-Britannia (GBR) · Jack Carlin · Ed Lowe · Hamish Turnbull · 41,819  |                                                                              |              |                                                  | 5. helyért · Japán (JPN) · Nagaszako Jositaku · Yuta Obara · Kaiya Ota · 42,078                      | 6.       |
| Lea Friedrich Pauline Grabosch Emma Hinze                      | Női csapat   | 45,644    | 3.        |                                 |                                                   |          |                                |                      |                              |                        |          | Mexikó (MEX) · Daniela Gaxiola · Jessica Salazar · Yuli Verdugo · 45,377 |                                                                              |              |                                                  | Bronzmérkőzés · Hollandia (NED) · Kyra Lamberink · Hetty van de Wouw · Steffie van der Peet · 45,400 |          |

Üldözőversenyek
| Versenyző                                                                       | Versenyszám  | Selejtező | Selejtező | Elődöntő                                                                                       | Elődöntő  | Elődöntő | Döntő | Döntő     | Döntő    |
| Versenyző                                                                       | Versenyszám  | Idő       | Hely.     | Ellenfél Idő                                                                                   | Saját idő | Hely.    | Ellenfél Idő | Saját idő | Helyezés |
| ------------------------------------------------------------------------------- | ------------ | --------- | --------- | ---------------------------------------------------------------------------------------------- | --------- | -------- | --- | --------- | -------- |
| Tobias Buck-Gramcko Roger Kluge Theo Reinhardt Tim Torn Teutenberg              | Férfi csapat | 3:50,083  | 9.        | kiesett                                                                                        | kiesett   | kiesett  | kiesett | kiesett   | kiesett  |
| Franziska Brauße Lisa Klein Mieke Kröger Laura Süßemilch Lena Charlotte Reißner | Női csapat   | 4:08,313  | 5.        | Kanada (CAN) · Erin Attwell · Ariane Bonhomme · Maggie Coles-Lyster · Sarah Van Dam · 4:10,471 | 4:07,908  | 5.       | 5. helyért · Franciaország (FRA) · Victoire Berteau · Marion Borras · Clara Copponi · Valentine Fortin · 4:06,987 | 4:08,349  | 6.       |

Keirin
| Versenyző           | Versenyszám | 1. forduló | Vigaszág | Negyeddöntő | Elődöntő      | 7–12. helyért | Döntő    | Helyezés |
| Versenyző           | Versenyszám | Helyezés   | Helyezés | Helyezés    | Helyezés      | Helyezés      | Helyezés | Helyezés |
| ------------------- | ----------- | ---------- | -------- | ----------- | ------------- | ------------- | -------- | -------- |
| Maximilian Dörnbach | Férfi       | 6.         | 4.       | kiesett     | kiesett       | kiesett       | kiesett  | 23.      |
| Luca Spiegel        | Férfi       | 6.         | 2.       | 4.          | nem ért célba | 3.            |          | 9.       |
| Lea Friedrich       | Női         | 2.         | erőnyerő | 1.          | 6.            | 1.            |          | 7.       |
| Emma Hinze          | Női         | 1.         | erőnyerő | 2.          | 3.            |               | 5.       | 5.       |

Omnium
| Versenyző           | Versenyszám | 10 km-es scratch | 10 km-es scratch | 10 km-es tempóverseny | 10 km-es tempóverseny | Kieséses verseny | Kieséses verseny | 25 km-es pontverseny | 25 km-es pontverseny | Összesítés | Összesítés |
| Versenyző           | Versenyszám | Pont             | Hely.            | Pont                  | Hely.                 | Pont             | Hely.            | Pont                 | Hely.                | Pont       | Helyezés   |
| ------------------- | ----------- | ---------------- | ---------------- | --------------------- | --------------------- | ---------------- | ---------------- | -------------------- | -------------------- | ---------- | ---------- |
| Tim Torn Teutenberg | Férfi       | 22               | 10.              | 36                    | 3.                    | 36               | 3.               | 4                    | 12.                  | 98         | 7.         |

| Versenyző        | Versenyszám | 7,5 km-es scratch | 7,5 km-es scratch | 7,5 km-es tempóverseny | 7,5 km-es tempóverseny | Kieséses verseny | Kieséses verseny | 20 km-es pontverseny | 20 km-es pontverseny | Összesítés | Összesítés |
| Versenyző        | Versenyszám | Pont              | Hely.             | Pont                   | Hely.                  | Pont             | Hely.            | Pont                 | Hely.                | Pont       | Helyezés   |
| ---------------- | ----------- | ----------------- | ----------------- | ---------------------- | ---------------------- | ---------------- | ---------------- | -------------------- | -------------------- | ---------- | ---------- |
| Franziska Brauße | Női         | 6                 | 18.               | 32                     | 5.                     | 1                | 22.              | 2                    | 17.                  | 41         | 18.        |

Madison
| Versenyző                               | Versenyszám | Döntő | Döntő | Helyezés |
| Versenyző                               | Versenyszám | Pont  | Hely. | Helyezés |
| --------------------------------------- | ----------- | ----- | ----- | -------- |
| Roger Kluge Theo Reinhardt              | Férfi       | 23    | 5.    | 5.       |
| Franziska Brauße Lena Charlotte Reißner | Női         | 0     | 13.   | 13.      |

## Kézilabda

### Férfi
| Német férfi kézilabdacsapat-játékoskeret                                                                                 | Német férfi kézilabdacsapat-játékoskeret                                                                                             |
| --- | --- |
| - Rune Dahmke - Justus Fischer - Johannes Golla - Marko Grgić - Kai Häfner - Sebastian Heymann - Tim Hornke - Juri Knorr | - Julian Köster - Jannik Kohlbacher - Lukas Mertens - David Späth - Christoph Steinert - Renārs Uščins - Luca Witzke - Andreas Wolff |
| Szövetségi kapitány: Alfreð Gíslason                                                                                     | |

#### Eredmények
Csoportkör
A csoport
| Hely. | Csapat              | M | Gy | D | V | G+  | G–  | Gk  | P | Továbbjutás |
| ----- | ------------------- | - | -- | - | - | --- | --- | --- | - | ----------- |
| 1.    | Németország (GER)   | 5 | 4  | 0 | 1 | 162 | 144 | +18 | 8 | Negyeddöntő |
| 2.    | Szlovénia (SLO)     | 5 | 3  | 0 | 2 | 140 | 142 | −2  | 6 | Negyeddöntő |
| 3.    | Spanyolország (ESP) | 5 | 3  | 0 | 2 | 151 | 148 | +3  | 6 | Negyeddöntő |
| 4.    | Svédország (SWE)    | 5 | 3  | 0 | 2 | 158 | 139 | +19 | 6 | Negyeddöntő |
| 5.    | Horvátország (CRO)  | 5 | 2  | 0 | 3 | 148 | 156 | −8  | 4 |             |
| 6.    | Japán (JPN)         | 5 | 0  | 0 | 5 | 143 | 173 | −30 | 0 |             |

| 2024. július 27. 19:00 | Németország (GER) | 30–27       | Svédország (SWE) | Paris Expo Porte de Versailles, Párizs Nézőszám: 5739 Játékvezetők: Hansen, Madsen (DEN) |
| 2024. július 27. 19:00 | Uščins 8          | (12–11)     | Wanne 8          | Paris Expo Porte de Versailles, Párizs Nézőszám: 5739 Játékvezetők: Hansen, Madsen (DEN) |
| 2024. július 27. 19:00 | 1× 1×             | Jegyzőkönyv | 2×               | Paris Expo Porte de Versailles, Párizs Nézőszám: 5739 Játékvezetők: Hansen, Madsen (DEN) |

| 2024. július 29. 9:00 | Japán (JPN)   | 26–37       | Németország (GER) | Paris Expo Porte de Versailles, Párizs Nézőszám: 5788 Játékvezetők: Bíró, Kiss (HUN) |
| 2024. július 29. 9:00 | Fudzsiszaka 6 | (10–21)     | Uščins 7          | Paris Expo Porte de Versailles, Párizs Nézőszám: 5788 Játékvezetők: Bíró, Kiss (HUN) |
| 2024. július 29. 9:00 | 3×            | Jegyzőkönyv | 1×                | Paris Expo Porte de Versailles, Párizs Nézőszám: 5788 Játékvezetők: Bíró, Kiss (HUN) |

| 2024. július 31. 11:00 | Horvátország (CRO) | 31–26       | Németország (GER) | Paris Expo Porte de Versailles, Párizs Nézőszám: 5774 Játékvezetők: Horáček, Novotný (CZE) |
| 2024. július 31. 11:00 | Martinović 9       | (15–13)     | Golla 8           | Paris Expo Porte de Versailles, Párizs Nézőszám: 5774 Játékvezetők: Horáček, Novotný (CZE) |
| 2024. július 31. 11:00 | 5× 1×              | Jegyzőkönyv |                   | Paris Expo Porte de Versailles, Párizs Nézőszám: 5774 Játékvezetők: Horáček, Novotný (CZE) |

| 2024. augusztus 2. 16:00 | Németország (GER) | 33–31       | Spanyolország (ESP) | Paris Expo Porte de Versailles, Párizs Nézőszám: 5774 Játékvezetők: Nachevski, Nikolov (MKD) |
| 2024. augusztus 2. 16:00 | Uščins 8          | (20–18)     | Gómez 10            | Paris Expo Porte de Versailles, Párizs Nézőszám: 5774 Játékvezetők: Nachevski, Nikolov (MKD) |
| 2024. augusztus 2. 16:00 | 5×                | Jegyzőkönyv | 3×                  | Paris Expo Porte de Versailles, Párizs Nézőszám: 5774 Játékvezetők: Nachevski, Nikolov (MKD) |

| 2024. augusztus 4. 14:00 | Németország (GER) | 36–29       | Szlovénia (SLO) | Paris Expo Porte de Versailles, Párizs Nézőszám: 5685 Játékvezetők: Jørum, Kleven (NOR) |
| 2024. augusztus 4. 14:00 | Häfner 7          | (23–14)     | Horžen 7        | Paris Expo Porte de Versailles, Párizs Nézőszám: 5685 Játékvezetők: Jørum, Kleven (NOR) |
| 2024. augusztus 4. 14:00 | 1×                | Jegyzőkönyv | 1×              | Paris Expo Porte de Versailles, Párizs Nézőszám: 5685 Játékvezetők: Jørum, Kleven (NOR) |

Negyeddöntő
| 2024. augusztus 7. 13:30 | Németország (GER) | 35–34 (h. u.)  | Franciaország (FRA) | Stade Pierre-Mauroy, Lille Nézőszám: 27 014 Játékvezetők: Hansen, Madsen (DEN) |
| 2024. augusztus 7. 13:30 | Uščins 14         | (14–17, 29–29) | Mem 10              | Stade Pierre-Mauroy, Lille Nézőszám: 27 014 Játékvezetők: Hansen, Madsen (DEN) |
| 2024. augusztus 7. 13:30 | 3×                | Jegyzőkönyv    | 6× 1×               | Stade Pierre-Mauroy, Lille Nézőszám: 27 014 Játékvezetők: Hansen, Madsen (DEN) |

Elődöntő
| 2024. augusztus 9. 16:30 | Németország (GER) | 25–24       | Spanyolország (ESP) | Stade Pierre-Mauroy, Lille Nézőszám: 22 745 Játékvezetők: Nachevski, Nikolov (MKD) |
| 2024. augusztus 9. 16:30 | Uščins 6          | (12–12)     | Fernández 5         | Stade Pierre-Mauroy, Lille Nézőszám: 22 745 Játékvezetők: Nachevski, Nikolov (MKD) |
| 2024. augusztus 9. 16:30 | 1× 1×             | Jegyzőkönyv | 1× 1×               | Stade Pierre-Mauroy, Lille Nézőszám: 22 745 Játékvezetők: Nachevski, Nikolov (MKD) |

Döntő
| 2024. augusztus 11. 13:30 | Németország (GER) | 26–39       | Dánia (DEN) | Stade Pierre-Mauroy, Lille Nézőszám: 27 328 Játékvezetők: Lah, Sok (SLO) |
| 2024. augusztus 11. 13:30 | Knorr 6           | (12–21)     | Gidsel 11   | Stade Pierre-Mauroy, Lille Nézőszám: 27 328 Játékvezetők: Lah, Sok (SLO) |
| 2024. augusztus 11. 13:30 | 1×                | Jegyzőkönyv | 1×          | Stade Pierre-Mauroy, Lille Nézőszám: 27 328 Játékvezetők: Lah, Sok (SLO) |

| Csapat            | Helyezés |
| ----------------- | -------- |
| Németország (GER) |          |

### Női
| Német női kézilabdacsapat-játékoskeret                                                                    | Német női kézilabdacsapat-játékoskeret                                                                                 |
| --- | --- |
| - Lisa Antl - Julia Behnke - Jenny Behrend - Emily Bölk - Antje Döll - Katharina Filter - Alina Grijseels | - Viola Leuchter - Annika Lott - Julia Maidhof - Meike Schmelzer - Xenia Smits - Johanna Stockschläder - Sarah Wachter |
| Szövetségi kapitány: Markus Gaugisch                                                                      | |

#### Eredmények
Csoportkör
A csoport
| Hely. | Csapat            | M | Gy | D | V | G+  | G–  | Gk  | P | Továbbjutás |
| ----- | ----------------- | - | -- | - | - | --- | --- | --- | - | ----------- |
| 1.    | Norvégia (NOR)    | 5 | 4  | 0 | 1 | 140 | 110 | +30 | 8 | Negyeddöntő |
| 2.    | Svédország (SWE)  | 5 | 4  | 0 | 1 | 140 | 125 | +15 | 8 | Negyeddöntő |
| 3.    | Dánia (DEN)       | 5 | 4  | 0 | 1 | 126 | 116 | +10 | 8 | Negyeddöntő |
| 4.    | Németország (GER) | 5 | 1  | 0 | 4 | 136 | 134 | +2  | 2 | Negyeddöntő |
| 5.    | Dél-Korea (KOR)   | 5 | 1  | 0 | 4 | 107 | 133 | −26 | 2 |             |
| 6.    | Szlovénia (SLO)   | 5 | 1  | 0 | 4 | 116 | 147 | −31 | 2 |             |

| 2024. július 25. 16:00 | Németország (GER) | 22–23       | Dél-Korea (KOR) | Paris Expo Porte de Versailles, Párizs Nézőszám: 5765 Játékvezetők: Belkhiri, Hamidi (ALG) |
| 2024. július 25. 16:00 | Döll 6            | (10–11)     | Kang, Ju 5      | Paris Expo Porte de Versailles, Párizs Nézőszám: 5765 Játékvezetők: Belkhiri, Hamidi (ALG) |
| 2024. július 25. 16:00 | 2×                | Jegyzőkönyv | 2× 1×           | Paris Expo Porte de Versailles, Párizs Nézőszám: 5765 Játékvezetők: Belkhiri, Hamidi (ALG) |

| 2024. július 28. 14:00 | Svédország (SWE) | 31–28       | Németország (GER) | Paris Expo Porte de Versailles, Párizs Nézőszám: 5815 Játékvezetők: Pavićević, Ražnatović (MNE) |
| 2024. július 28. 14:00 | Carlson 7        | (19–12)     | három játékos 5   | Paris Expo Porte de Versailles, Párizs Nézőszám: 5815 Játékvezetők: Pavićević, Ražnatović (MNE) |
| 2024. július 28. 14:00 | 4×               | Jegyzőkönyv | 3×                | Paris Expo Porte de Versailles, Párizs Nézőszám: 5815 Játékvezetők: Pavićević, Ražnatović (MNE) |

| 2024. július 30. 9:00 | Németország (GER) | 41–22       | Szlovénia (SLO) | Paris Expo Porte de Versailles, Párizs Nézőszám: 5852 Játékvezetők: García, Paolantoni (ARG) |
| 2024. július 30. 9:00 | Smits, Lott 7     | (16–9)      | Gros 6          | Paris Expo Porte de Versailles, Párizs Nézőszám: 5852 Játékvezetők: García, Paolantoni (ARG) |
| 2024. július 30. 9:00 | 4× 1×             | Jegyzőkönyv | 4× 1×           | Paris Expo Porte de Versailles, Párizs Nézőszám: 5852 Játékvezetők: García, Paolantoni (ARG) |

| 2024. augusztus 1. 19:00 | Németország (GER) | 27–28       | Dánia (DEN) | Paris Expo Porte de Versailles, Párizs Nézőszám: 5722 Játékvezetők: Bíró, Kiss (HUN) |
| 2024. augusztus 1. 19:00 | Behrend 6         | (12–15)     | Højlund 7   | Paris Expo Porte de Versailles, Párizs Nézőszám: 5722 Játékvezetők: Bíró, Kiss (HUN) |
| 2024. augusztus 1. 19:00 | 3×                | Jegyzőkönyv | 4×          | Paris Expo Porte de Versailles, Párizs Nézőszám: 5722 Játékvezetők: Bíró, Kiss (HUN) |

| 2024. augusztus 3. 19:00 | Norvégia (NOR) | 30–18       | Németország (GER) | Paris Expo Porte de Versailles, Párizs Nézőszám: 5714 Játékvezetők: Konjičanin, Konjičanin (BIH) |
| 2024. augusztus 3. 19:00 | Reistad 8      | (14–8)      | három játékos 3   | Paris Expo Porte de Versailles, Párizs Nézőszám: 5714 Játékvezetők: Konjičanin, Konjičanin (BIH) |
| 2024. augusztus 3. 19:00 | 3×             | Jegyzőkönyv | 2×                | Paris Expo Porte de Versailles, Párizs Nézőszám: 5714 Játékvezetők: Konjičanin, Konjičanin (BIH) |

Negyeddöntő
| 2024. augusztus 6. 13:30 | Franciaország (FRA) | 26–23       | Németország (GER) | Stade Pierre-Mauroy, Lille Nézőszám: 26 548 Játékvezetők: Jørum, Kleven (NOR) |
| 2024. augusztus 6. 13:30 | Horacek 7           | (13–10)     | Bölk 7            | Stade Pierre-Mauroy, Lille Nézőszám: 26 548 Játékvezetők: Jørum, Kleven (NOR) |
| 2024. augusztus 6. 13:30 | 1× 1×               | Jegyzőkönyv | 2×                | Stade Pierre-Mauroy, Lille Nézőszám: 26 548 Játékvezetők: Jørum, Kleven (NOR) |

| Csapat            | Helyezés |
| ----------------- | -------- |
| Németország (GER) | 8.       |

## Kosárlabda

### Férfi
| Német férfi kosárlabdacsapat-játékoskeret                                                 | Német férfi kosárlabdacsapat-játékoskeret                                                                 |
| ----------------------------------------------------------------------------------------- | --- |
| - Isaac Bonga - Oscar da Silva - Niels Giffey - Maodo Lô - Andreas Obst - Dennis Schröder | - Daniel Theis - Johannes Thiemann - Johannes Voigtmann - Franz Wagner - Moritz Wagner - Nick Weiler-Babb |

#### Eredmények
Csoportkör
B csoport
| Hely. | Csapat                  | M | Gy | V | P+  | P–  | Pk  | P | Továbbjutás |
| ----- | ----------------------- | - | -- | - | --- | --- | --- | - | ----------- |
| 1.    | Németország (GER)       | 3 | 3  | 0 | 268 | 221 | +47 | 6 | Negyeddöntő |
| 2.    | Franciaország (FRA) (R) | 3 | 2  | 1 | 243 | 241 | +2  | 5 | Negyeddöntő |
| 3.    | Brazília (BRA)          | 3 | 1  | 2 | 241 | 248 | −7  | 4 | Negyeddöntő |
| 4.    | Japán (JPN)             | 3 | 0  | 3 | 251 | 293 | −42 | 3 |             |

| 2024. július 27. 13:30 | Németország (GER)                        | 97–77     | Japán (JPN)  | Stade Pierre-Mauroy, Lille Nézőszám: 26 991 Játékvezetők: Antonio Conde (ESP), Boris Krejić (SLO), Amy Bonner (USA) |
| 2024. július 27. 13:30 | (28–21, 24–23, 22–17, 23–16) Jegyzőkönyv |           |              | Stade Pierre-Mauroy, Lille Nézőszám: 26 991 Játékvezetők: Antonio Conde (ESP), Boris Krejić (SLO), Amy Bonner (USA) |
| 2024. július 27. 13:30 | F. Wagner 22                             | Pont      | Hacsimura 20 | Stade Pierre-Mauroy, Lille Nézőszám: 26 991 Játékvezetők: Antonio Conde (ESP), Boris Krejić (SLO), Amy Bonner (USA) |
| 2024. július 27. 13:30 | Theis 7                                  | Lepattanó | Hawkinson 11 | Stade Pierre-Mauroy, Lille Nézőszám: 26 991 Játékvezetők: Antonio Conde (ESP), Boris Krejić (SLO), Amy Bonner (USA) |
| 2024. július 27. 13:30 | Schröder 12                              | Gólpassz  | Kawamura 7   | Stade Pierre-Mauroy, Lille Nézőszám: 26 991 Játékvezetők: Antonio Conde (ESP), Boris Krejić (SLO), Amy Bonner (USA) |

| 2024. július 30. 21:00 | Brazília (BRA)                           | 73–86     | Németország (GER) | Stade Pierre-Mauroy, Lille Nézőszám: 23 884 Játékvezetők: Antonio Conde (ESP), Omar Bermúdez (MEX), Gatis Saliņš (LAT) |
| 2024. július 30. 21:00 | (10–22, 30–18, 11–20, 22–26) Jegyzőkönyv |           |                   | Stade Pierre-Mauroy, Lille Nézőszám: 23 884 Játékvezetők: Antonio Conde (ESP), Omar Bermúdez (MEX), Gatis Saliņš (LAT) |
| 2024. július 30. 21:00 | Dos Santos 18                            | Pont      | Schröder 20       | Stade Pierre-Mauroy, Lille Nézőszám: 23 884 Játékvezetők: Antonio Conde (ESP), Omar Bermúdez (MEX), Gatis Saliņš (LAT) |
| 2024. július 30. 21:00 | Meindl 6                                 | Lepattanó | Voigtmann 8       | Stade Pierre-Mauroy, Lille Nézőszám: 23 884 Játékvezetők: Antonio Conde (ESP), Omar Bermúdez (MEX), Gatis Saliņš (LAT) |
| 2024. július 30. 21:00 | Dos Santos 8                             | Gólpassz  | Schröder 6        | Stade Pierre-Mauroy, Lille Nézőszám: 23 884 Játékvezetők: Antonio Conde (ESP), Omar Bermúdez (MEX), Gatis Saliņš (LAT) |

| 2024. augusztus 2. 21:00 | Franciaország (FRA)                     | 71–85     | Németország (GER)      | Stade Pierre-Mauroy, Lille Nézőszám: 26 860 Játékvezetők: Antonio Conde (ESP), Juan Fernández (ARG), Andrés Bartel (URU) |
| 2024. augusztus 2. 21:00 | (18–24, 9–24, 19–21, 25–16) Jegyzőkönyv |           |                        | Stade Pierre-Mauroy, Lille Nézőszám: 26 860 Játékvezetők: Antonio Conde (ESP), Juan Fernández (ARG), Andrés Bartel (URU) |
| 2024. augusztus 2. 21:00 | Wembanyama 14                           | Pont      | Schröder, F. Wagner 26 | Stade Pierre-Mauroy, Lille Nézőszám: 26 860 Játékvezetők: Antonio Conde (ESP), Juan Fernández (ARG), Andrés Bartel (URU) |
| 2024. augusztus 2. 21:00 | Wembanyama 12                           | Lepattanó | Theis 8                | Stade Pierre-Mauroy, Lille Nézőszám: 26 860 Játékvezetők: Antonio Conde (ESP), Juan Fernández (ARG), Andrés Bartel (URU) |
| 2024. augusztus 2. 21:00 | Batum 3                                 | Gólpassz  | Schröder 9             | Stade Pierre-Mauroy, Lille Nézőszám: 26 860 Játékvezetők: Antonio Conde (ESP), Juan Fernández (ARG), Andrés Bartel (URU) |

Negyeddöntő
| 2024. augusztus 6. 11:00 | Németország (GER)                        | 76–63     | Görögország (GRE) | Accor Arena, Párizs Nézőszám: 12 288 Játékvezetők: Roberto Vázquez (PUR), Mārtiņš Kozlovskis (LAT), Johnny Batista (PUR) |
| 2024. augusztus 6. 11:00 | (11–21, 25–15, 23–16, 17–11) Jegyzőkönyv |           |                   | Accor Arena, Párizs Nézőszám: 12 288 Játékvezetők: Roberto Vázquez (PUR), Mārtiņš Kozlovskis (LAT), Johnny Batista (PUR) |
| 2024. augusztus 6. 11:00 | F. Wagner 18                             | Pont      | Antetokúnmpo 22   | Accor Arena, Párizs Nézőszám: 12 288 Játékvezetők: Roberto Vázquez (PUR), Mārtiņš Kozlovskis (LAT), Johnny Batista (PUR) |
| 2024. augusztus 6. 11:00 | Theis 8                                  | Lepattanó | Papanikolaou 8    | Accor Arena, Párizs Nézőszám: 12 288 Játékvezetők: Roberto Vázquez (PUR), Mārtiņš Kozlovskis (LAT), Johnny Batista (PUR) |
| 2024. augusztus 6. 11:00 | Schröder 8                               | Gólpassz  | Antetokúnmpo 3    | Accor Arena, Párizs Nézőszám: 12 288 Játékvezetők: Roberto Vázquez (PUR), Mārtiņš Kozlovskis (LAT), Johnny Batista (PUR) |

Elődöntő
| 2024. augusztus 8. 17:30 | Franciaország (FRA)                     | 73–69     | Németország (GER) | Accor Arena, Párizs Nézőszám: 12 454 Játékvezetők: Antonio Conde (ESP), Boris Krejić (SLO), Wojciech Liszka (POL) |
| 2024. augusztus 8. 17:30 | (18–25, 15–8, 23–17, 17–19) Jegyzőkönyv |           |                   | Accor Arena, Párizs Nézőszám: 12 454 Játékvezetők: Antonio Conde (ESP), Boris Krejić (SLO), Wojciech Liszka (POL) |
| 2024. augusztus 8. 17:30 | Yabusele 17                             | Pont      | Schröder 18       | Accor Arena, Párizs Nézőszám: 12 454 Játékvezetők: Antonio Conde (ESP), Boris Krejić (SLO), Wojciech Liszka (POL) |
| 2024. augusztus 8. 17:30 | három játékos 7                         | Lepattanó | Theis 11          | Accor Arena, Párizs Nézőszám: 12 454 Játékvezetők: Antonio Conde (ESP), Boris Krejić (SLO), Wojciech Liszka (POL) |
| 2024. augusztus 8. 17:30 | Wembanyama 4                            | Gólpassz  | Theis 6           | Accor Arena, Párizs Nézőszám: 12 454 Játékvezetők: Antonio Conde (ESP), Boris Krejić (SLO), Wojciech Liszka (POL) |

Bronzmérkőzés
| 2024. augusztus 10. 11:30 | Németország (GER)                        | 83–93     | Szerbia (SRB)   | Accor Arena, Párizs Nézőszám: 12 406 Játékvezetők: Matthew Kallio (CAN), Yohan Rosso (FRA), Johnny Batista (PUR) |
| 2024. augusztus 10. 11:30 | (21–30, 17–16, 25–26, 20–21) Jegyzőkönyv |           |                 | Accor Arena, Párizs Nézőszám: 12 406 Játékvezetők: Matthew Kallio (CAN), Yohan Rosso (FRA), Johnny Batista (PUR) |
| 2024. augusztus 10. 11:30 | F. Wagner 18                             | Pont      | Jokić, Micić 19 | Accor Arena, Párizs Nézőszám: 12 406 Játékvezetők: Matthew Kallio (CAN), Yohan Rosso (FRA), Johnny Batista (PUR) |
| 2024. augusztus 10. 11:30 | F. Wagner 9                              | Lepattanó | Jokić 12        | Accor Arena, Párizs Nézőszám: 12 406 Játékvezetők: Matthew Kallio (CAN), Yohan Rosso (FRA), Johnny Batista (PUR) |
| 2024. augusztus 10. 11:30 | Schröder, Weiler-Babb 6                  | Gólpassz  | Jokić 11        | Accor Arena, Párizs Nézőszám: 12 406 Játékvezetők: Matthew Kallio (CAN), Yohan Rosso (FRA), Johnny Batista (PUR) |

| Csapat            | Helyezés |
| ----------------- | -------- |
| Németország (GER) | 4.       |

### Női
| Német női kosárlabdacsapat-játékoskeret                                                        | Német női kosárlabdacsapat-játékoskeret                                                            |
| ---------------------------------------------------------------------------------------------- | -------------------------------------------------------------------------------------------------- |
| - Romy Bär - Emily Bessoir - Frieda Bühner - Leonie Fiebich - Luisa Geiselsöder - Marie Gülich | - Alina Hartmann - Alexis Peterson - Nyara Sabally - Satou Sabally - Lina Sontag - Alexandra Wilke |

#### Eredmények
Csoportkör
C csoport
| Hely. | Csapat                 | M | Gy | V | P+  | P–  | Pk  | P | Továbbjutás |
| ----- | ---------------------- | - | -- | - | --- | --- | --- | - | ----------- |
| 1.    | Egyesült Államok (USA) | 3 | 3  | 0 | 276 | 218 | +58 | 6 | Negyeddöntő |
| 2.    | Németország (GER)      | 3 | 2  | 1 | 226 | 220 | +6  | 5 | Negyeddöntő |
| 3.    | Belgium (BEL)          | 3 | 1  | 2 | 228 | 228 | 0   | 4 | Negyeddöntő |
| 4.    | Japán (JPN)            | 3 | 0  | 3 | 198 | 262 | −64 | 3 |             |

| 2024. július 29. 13:30 | Németország (GER)                        | 83–69     | Belgium (BEL) | Stade Pierre-Mauroy, Lille Nézőszám: 20 211 Játékvezetők: Martin Vulić (CRO), Carlos Peralta (ECU), Yann Davidson (MAD) |
| 2024. július 29. 13:30 | (25–11, 21–14, 14–17, 23–27) Jegyzőkönyv |           |               | Stade Pierre-Mauroy, Lille Nézőszám: 20 211 Játékvezetők: Martin Vulić (CRO), Carlos Peralta (ECU), Yann Davidson (MAD) |
| 2024. július 29. 13:30 | S. Sabally 17                            | Pont      | Meesseman 25  | Stade Pierre-Mauroy, Lille Nézőszám: 20 211 Játékvezetők: Martin Vulić (CRO), Carlos Peralta (ECU), Yann Davidson (MAD) |
| 2024. július 29. 13:30 | Gülich 7                                 | Lepattanó | Linskens 6    | Stade Pierre-Mauroy, Lille Nézőszám: 20 211 Játékvezetők: Martin Vulić (CRO), Carlos Peralta (ECU), Yann Davidson (MAD) |
| 2024. július 29. 13:30 | Peterson 8                               | Gólpassz  | Vanloo 6      | Stade Pierre-Mauroy, Lille Nézőszám: 20 211 Játékvezetők: Martin Vulić (CRO), Carlos Peralta (ECU), Yann Davidson (MAD) |

| 2024. augusztus 1. 11:00 | Japán (JPN)                              | 64–75     | Németország (GER)      | Stade Pierre-Mauroy, Lille Nézőszám: 20 962 Játékvezetők: Gatis Saliņš (LAT), Viola Györgyi (NOR), Yevgeniy Mikheyev (KAZ) |
| 2024. augusztus 1. 11:00 | (16–21, 20–21, 13–17, 15–16) Jegyzőkönyv |           |                        | Stade Pierre-Mauroy, Lille Nézőszám: 20 962 Játékvezetők: Gatis Saliņš (LAT), Viola Györgyi (NOR), Yevgeniy Mikheyev (KAZ) |
| 2024. augusztus 1. 11:00 | Takada 15                                | Pont      | S. Sabally 33          | Stade Pierre-Mauroy, Lille Nézőszám: 20 962 Játékvezetők: Gatis Saliņš (LAT), Viola Györgyi (NOR), Yevgeniy Mikheyev (KAZ) |
| 2024. augusztus 1. 11:00 | Akaho 8                                  | Lepattanó | Gülich, Geiselsöder 10 | Stade Pierre-Mauroy, Lille Nézőszám: 20 962 Játékvezetők: Gatis Saliņš (LAT), Viola Györgyi (NOR), Yevgeniy Mikheyev (KAZ) |
| 2024. augusztus 1. 11:00 | Machida 9                                | Gólpassz  | Fiebich 6              | Stade Pierre-Mauroy, Lille Nézőszám: 20 962 Játékvezetők: Gatis Saliņš (LAT), Viola Györgyi (NOR), Yevgeniy Mikheyev (KAZ) |

| 2024. augusztus 4. 17:15 | Németország (GER)                        | 68–87     | Egyesült Államok (USA) | Stade Pierre-Mauroy, Lille Nézőszám: 25 844 Játékvezetők: Julio Anaya (PAN), Gatis Saliņš (LAT), Viola Györgyi (NOR) |
| 2024. augusztus 4. 17:15 | (19–16, 10–25, 17–28, 22–18) Jegyzőkönyv |           |                        | Stade Pierre-Mauroy, Lille Nézőszám: 25 844 Játékvezetők: Julio Anaya (PAN), Gatis Saliņš (LAT), Viola Györgyi (NOR) |
| 2024. augusztus 4. 17:15 | S. Sabally 15                            | Pont      | Young 19               | Stade Pierre-Mauroy, Lille Nézőszám: 25 844 Játékvezetők: Julio Anaya (PAN), Gatis Saliņš (LAT), Viola Györgyi (NOR) |
| 2024. augusztus 4. 17:15 | Geiselsöder 8                            | Lepattanó | Collier 7              | Stade Pierre-Mauroy, Lille Nézőszám: 25 844 Játékvezetők: Julio Anaya (PAN), Gatis Saliņš (LAT), Viola Györgyi (NOR) |
| 2024. augusztus 4. 17:15 | Peterson 4                               | Gólpassz  | három játékos 5        | Stade Pierre-Mauroy, Lille Nézőszám: 25 844 Játékvezetők: Julio Anaya (PAN), Gatis Saliņš (LAT), Viola Györgyi (NOR) |

Negyeddöntő
| 2024. augusztus 7. 18:00 | Németország (GER)                        | 71–84     | Franciaország (FRA) | Accor Arena, Párizs Nézőszám: 12 399 Játékvezetők: Amy Bonner (USA), Carlos Peralta (ECU), Blanca Burns (USA) |
| 2024. augusztus 7. 18:00 | (19–23, 14–22, 16–21, 22–18) Jegyzőkönyv |           |                     | Accor Arena, Párizs Nézőszám: 12 399 Játékvezetők: Amy Bonner (USA), Carlos Peralta (ECU), Blanca Burns (USA) |
| 2024. augusztus 7. 18:00 | N. Sabally 20                            | Pont      | Johannès 24         | Accor Arena, Párizs Nézőszám: 12 399 Játékvezetők: Amy Bonner (USA), Carlos Peralta (ECU), Blanca Burns (USA) |
| 2024. augusztus 7. 18:00 | N. Sabally 13                            | Lepattanó | Williams 6          | Accor Arena, Párizs Nézőszám: 12 399 Játékvezetők: Amy Bonner (USA), Carlos Peralta (ECU), Blanca Burns (USA) |
| 2024. augusztus 7. 18:00 | Fiebich, Peterson 3                      | Gólpassz  | Williams 5          | Accor Arena, Párizs Nézőszám: 12 399 Játékvezetők: Amy Bonner (USA), Carlos Peralta (ECU), Blanca Burns (USA) |

| Csapat            | Helyezés |
| ----------------- | -------- |
| Németország (GER) | 7.       |

### Női 3x3
| Német női 3x3 kosárlabdacsapat-játékoskeret | Német női 3x3 kosárlabdacsapat-játékoskeret |
| ------------------------------------------- | ------------------------------------------- |
| - Svenja Brunckhorst - Sonja Greinacher     | - Elisa Mevius - Marie Reichert             |

#### Eredmények
Csoportkör
| Hely. | Csapat                  | M | Gy | V | P+  | P–  | Pk  | Továbbjutás |
| ----- | ----------------------- | - | -- | - | --- | --- | --- | ----------- |
| 1.    | Németország (GER)       | 7 | 6  | 1 | 117 | 100 | +17 | Elődöntő    |
| 2.    | Spanyolország (ESP)     | 7 | 4  | 3 | 115 | 114 | +1  | Elődöntő    |
| 3.    | Egyesült Államok (USA)  | 7 | 4  | 3 | 108 | 109 | −1  | Negyeddöntő |
| 4.    | Kanada (CAN)            | 7 | 4  | 3 | 129 | 112 | +17 | Negyeddöntő |
| 5.    | Ausztrália (AUS)        | 7 | 4  | 3 | 127 | 122 | +5  | Negyeddöntő |
| 6.    | Kína (CHN)              | 7 | 2  | 5 | 107 | 123 | −16 | Negyeddöntő |
| 7.    | Franciaország (FRA) (R) | 7 | 2  | 5 | 99  | 105 | −6  |             |
| 8.    | Azerbajdzsán (AZE)      | 7 | 2  | 5 | 106 | 123 | −17 |             |

1. 1 2 3 4  Spanyolország 2–1; Egyesült Államok 2–1; Kanada 1–2; Ausztrália 1–2. Az azonosan állók között a több szerzett pont döntött.
2. 1 2 3  Kína 1–1; Franciaország 1–1; Azerbajdzsán 1–1. A több szerzett pont döntött.

| 2024. július 30. 17:30 | Németország (GER)      | 17–13 | Egyesült Államok (USA) | Concorde tér, Párizs Játékvezetők: Markos Michaelides (SUI), Kim Ga-in (KOR) |
| 2024. július 30. 17:30 | Jegyzőkönyv            |       |                        | Concorde tér, Párizs Játékvezetők: Markos Michaelides (SUI), Kim Ga-in (KOR) |
| 2024. július 30. 17:30 | Greinacher, Reichert 5 | Pont  | Van Lith 6             | Concorde tér, Párizs Játékvezetők: Markos Michaelides (SUI), Kim Ga-in (KOR) |

| 2024. július 31. 17:30 | Németország (GER) | 19–21 | Ausztrália (AUS) | Concorde tér, Párizs Játékvezetők: Marek Maliszewski (POL), Dorothy Okatch (BOT) |
| 2024. július 31. 17:30 | Jegyzőkönyv       |       |                  | Concorde tér, Párizs Játékvezetők: Marek Maliszewski (POL), Dorothy Okatch (BOT) |
| 2024. július 31. 17:30 | Greinacher 9      | Pont  | Whittle 9        | Concorde tér, Párizs Játékvezetők: Marek Maliszewski (POL), Dorothy Okatch (BOT) |

| 2024. augusztus 1. 9:30 | Németország (GER) | 19–15 | Kanada (CAN)             | Concorde tér, Párizs Játékvezetők: Jasmina Juras (SRB), Dorothy Okatch (BOT) |
| 2024. augusztus 1. 9:30 | Jegyzőkönyv       |       |                          | Concorde tér, Párizs Játékvezetők: Jasmina Juras (SRB), Dorothy Okatch (BOT) |
| 2024. augusztus 1. 9:30 | Greinacher 8      | Pont  | K. Plouffe, M. Plouffe 5 | Concorde tér, Párizs Játékvezetők: Jasmina Juras (SRB), Dorothy Okatch (BOT) |

| 2024. augusztus 1. 18:30 | Németország (GER)       | 12–8 | Azerbajdzsán (AZE) | Concorde tér, Párizs Játékvezetők: Kim Ga-in (KOR), Edmond Ho (HKG) |
| 2024. augusztus 1. 18:30 | Jegyzőkönyv             |      |                    | Concorde tér, Párizs Játékvezetők: Kim Ga-in (KOR), Edmond Ho (HKG) |
| 2024. augusztus 1. 18:30 | Brunckhorst, Reichert 4 | Pont | Mollenhauer 4      | Concorde tér, Párizs Játékvezetők: Kim Ga-in (KOR), Edmond Ho (HKG) |

| 2024. augusztus 2. 9:00 | Kína (CHN)  | 15–18 | Németország (GER) | Concorde tér, Párizs Játékvezetők: Marek Maliszewski (POL), Dorothy Okatch (BOT) |
| 2024. augusztus 2. 9:00 | Jegyzőkönyv |       |                   | Concorde tér, Párizs Játékvezetők: Marek Maliszewski (POL), Dorothy Okatch (BOT) |
| 2024. augusztus 2. 9:00 | Chen 6      | Pont  | Reichert 7        | Concorde tér, Párizs Játékvezetők: Marek Maliszewski (POL), Dorothy Okatch (BOT) |

| 2024. augusztus 2. 21:30 | Franciaország (FRA) | 13–14 | Németország (GER) | Concorde tér, Párizs Játékvezetők: Shi Qirong (CHN), Vlad Ghizdareanu (ROU) |
| 2024. augusztus 2. 21:30 | Jegyzőkönyv         |       |                   | Concorde tér, Párizs Játékvezetők: Shi Qirong (CHN), Vlad Ghizdareanu (ROU) |
| 2024. augusztus 2. 21:30 | Guapo 4             | Pont  | Greinacher 7      | Concorde tér, Párizs Játékvezetők: Shi Qirong (CHN), Vlad Ghizdareanu (ROU) |

| 2024. augusztus 3. 18:00 | Spanyolország (ESP) | 15–18 | Németország (GER)      | Concorde tér, Párizs Játékvezetők: Najib Chajiddine (FRA), Shi Qirong (CHN) |
| 2024. augusztus 3. 18:00 | Jegyzőkönyv         |       |                        | Concorde tér, Párizs Játékvezetők: Najib Chajiddine (FRA), Shi Qirong (CHN) |
| 2024. augusztus 3. 18:00 | Alonso de Armiño 5  | Pont  | Greinacher, Reichert 5 | Concorde tér, Párizs Játékvezetők: Najib Chajiddine (FRA), Shi Qirong (CHN) |

Elődöntő
| 2024. augusztus 5. 18:30 | Németország (GER) | 16–15 | Kanada (CAN)    | Concorde tér, Párizs Játékvezetők: Jasmina Juras (SRB), Najib Chajiddine (FRA) |
| 2024. augusztus 5. 18:30 | Jegyzőkönyv       |       |                 | Concorde tér, Párizs Játékvezetők: Jasmina Juras (SRB), Najib Chajiddine (FRA) |
| 2024. augusztus 5. 18:30 | Greinacher 11     | Pont  | három játékos 4 | Concorde tér, Párizs Játékvezetők: Jasmina Juras (SRB), Najib Chajiddine (FRA) |

Döntő
| 2024. augusztus 5. 22:00 | Németország (GER) | 17–16 | Spanyolország (ESP) | Concorde tér, Párizs Játékvezetők: Edmond Ho (HKG), Csabai-Kaskötő Brigitta (HUN) |
| 2024. augusztus 5. 22:00 | Jegyzőkönyv       |       |                     | Concorde tér, Párizs Játékvezetők: Edmond Ho (HKG), Csabai-Kaskötő Brigitta (HUN) |
| 2024. augusztus 5. 22:00 | Greinacher 5      | Pont  | Camilión 6          | Concorde tér, Párizs Játékvezetők: Edmond Ho (HKG), Csabai-Kaskötő Brigitta (HUN) |

| Csapat            | Helyezés |
| ----------------- | -------- |
| Németország (GER) |          |

## Lovaglás
Díjlovaglás
Díjugratás
Lovastusa

## Műugrás
Férfi
| Versenyző                    | Versenyszám          | Selejtező | Selejtező | Elődöntő | Elődöntő | Döntő   | Döntő    |
| Versenyző                    | Versenyszám          | Pont      | Helyezés  | Pont     | Helyezés | Pont    | Helyezés |
| ---------------------------- | -------------------- | --------- | --------- | -------- | -------- | ------- | -------- |
| Lars Rüdiger                 | Egyéni műugrás       | 301,15    | 25.       | kiesett  | kiesett  | kiesett | kiesett  |
| Moritz Wesemann              | Egyéni műugrás       | 398,70    | 9.        | 433,00   | 8.       | 363,65  | 12.      |
| Timo Barthel                 | Egyéni toronyugrás   | 402,65    | 12.       | 411,50   | 9.       | 446,20  | 6.       |
| Timo Barthel Jaden Eikermann | Szinkron toronyugrás |           |           |          |          | 364,41  | 7.       |

Női
| Versenyző                   | Versenyszám        | Selejtező | Selejtező | Elődöntő | Elődöntő | Döntő   | Döntő    |
| Versenyző                   | Versenyszám        | Pont      | Helyezés  | Pont     | Helyezés | Pont    | Helyezés |
| --------------------------- | ------------------ | --------- | --------- | -------- | -------- | ------- | -------- |
| Jette Müller                | Egyéni műugrás     | 262,85    | 20.       | kiesett  | kiesett  | kiesett | kiesett  |
| Saskia Oettinghaus          | Egyéni műugrás     | 279,35    | 15.       | 286,75   | 9.       | 297,35  | 7.       |
| Pauline Pfeif               | Egyéni toronyugrás | 264,15    | 21.       | kiesett  | kiesett  | kiesett | kiesett  |
| Christina Wassen            | Egyéni toronyugrás | 303,20    | 7.        | 255,55   | 17.      | kiesett | kiesett  |
| Lena Hentschel Jette Müller | Szinkron műugrás   |           |           |          |          | 288,69  | 6.       |

## Ökölvívás
Férfi
| Versenyző          | Versenyszám     | Selejtező                 | Nyolcaddöntő                    | Negyeddöntő             | Elődöntő                     | Döntő             | Helyezés |
| Versenyző          | Versenyszám     | Ellenfél Eredmény         | Ellenfél Eredmény               | Ellenfél Eredmény       | Ellenfél Eredmény            | Ellenfél Eredmény | Helyezés |
| ------------------ | --------------- | ------------------------- | ------------------------------- | ----------------------- | ---------------------------- | ----------------- | -------- |
| Magomed Schachidow | Váltósúly       | Tiago Muxanga (MOZ) · 1–4 | kiesett                         | kiesett                 | kiesett                      | kiesett           | 17.      |
| Nelvie Tiafack     | Szupernehézsúly |                           | Mahammad Abdullayev (AZE) · 5–0 | Diego Lenzi (ITA) · 5–0 | Bakhodir Jalolov (UZB) · 0–5 | kiesett           |          |

Női
| Versenyző    | Versenyszám | Selejtező                 | Nyolcaddöntő      | Negyeddöntő       | Elődöntő          | Döntő             | Helyezés |
| Versenyző    | Versenyszám | Ellenfél Eredmény         | Ellenfél Eredmény | Ellenfél Eredmény | Ellenfél Eredmény | Ellenfél Eredmény | Helyezés |
| ------------ | ----------- | ------------------------- | ----------------- | ----------------- | ----------------- | ----------------- | -------- |
| Maxi Klötzer | Légsúly     | Nikhat Zareen (IND) · 0–5 | kiesett           | kiesett           | kiesett           | kiesett           | 17.      |

## Röplabda

### Férfi
| Német férfi röplabdacsapat-játékoskeret                                                          | Német férfi röplabdacsapat-játékoskeret                                                        |
| ------------------------------------------------------------------------------------------------ | ---------------------------------------------------------------------------------------------- |
| - Tobias Brand - Anton Brehme - Christian Fromm - György Grozer - Lukas Kampa - Moritz Karlitzek | - Tobias Krick - Lukas Maase - Moritz Reichert - Ruben Schott - Johannes Tille - Julian Zenger |

#### Eredmények
Csoportkör
C csoport
| Hely. | Csapat                 | M | Gy | V | Pont | Sz+ | Sz– | SzA   | P+  | P–  | PA    | Továbbjutás |
| ----- | ---------------------- | - | -- | - | ---- | --- | --- | ----- | --- | --- | ----- | ----------- |
| 1.    | Egyesült Államok (USA) | 3 | 3  | 0 | 8    | 9   | 3   | 3,000 | 177 | 154 | 1,149 | Negyeddöntő |
| 2.    | Németország (GER)      | 3 | 2  | 1 | 6    | 8   | 5   | 1,600 | 287 | 264 | 1,087 | Negyeddöntő |
| 3.    | Japán (JPN)            | 3 | 1  | 2 | 4    | 6   | 7   | 0,857 | 200 | 199 | 1,005 | Negyeddöntő |
| 4.    | Argentína (ARG)        | 3 | 0  | 3 | 0    | 1   | 9   | 0,111 | 196 | 243 | 0,807 |             |

| 2024. július 27. 9:00 | Japán (JPN)                                     | 2–3 | Németország (GER) | South Paris Arena 1, Párizs Nézőszám: 9897 Játékvezető: Fabrice Collados (FRA), Denny Cespedes (DOM) |
| 2024. július 27. 9:00 | (17–25, 25–23, 25–20, 28–30, 12–15) Jegyzőkönyv |     |                   | South Paris Arena 1, Párizs Nézőszám: 9897 Játékvezető: Fabrice Collados (FRA), Denny Cespedes (DOM) |

| 2024. július 30. 13:00 | Egyesült Államok (USA)                          | 3–2 | Németország (GER) | South Paris Arena 1, Párizs Nézőszám: 9275 Játékvezető: Scott Dziewirz (CAN), Vladimir Simonović (SUI) |
| 2024. július 30. 13:00 | (25–21, 25–17, 17–25, 20–25, 15–11) Jegyzőkönyv |     |                   | South Paris Arena 1, Párizs Nézőszám: 9275 Játékvezető: Scott Dziewirz (CAN), Vladimir Simonović (SUI) |

| 2024. augusztus 2. 9:00 | Argentína (ARG)                   | 0–3 | Németország (GER) | South Paris Arena 1, Párizs Nézőszám: 9455 Játékvezető: Fabrice Collados (FRA), Hamid Al-Rousi (UAE) |
| 2024. augusztus 2. 9:00 | (13–25, 21–25, 21–25) Jegyzőkönyv |     |                   | South Paris Arena 1, Párizs Nézőszám: 9455 Játékvezető: Fabrice Collados (FRA), Hamid Al-Rousi (UAE) |

Negyeddöntő
| 2024. augusztus 5. 17:00 | Franciaország (FRA)                             | 3–2 | Németország (GER) | South Paris Arena 1, Párizs Nézőszám: 9405 Játékvezető: Juraj Mokrý (SVK), Denny Cespedes (DOM) |
| 2024. augusztus 5. 17:00 | (18–25, 26–28, 25–20, 25–21, 15–13) Jegyzőkönyv |     |                   | South Paris Arena 1, Párizs Nézőszám: 9405 Játékvezető: Juraj Mokrý (SVK), Denny Cespedes (DOM) |

| Csapat            | Helyezés |
| ----------------- | -------- |
| Németország (GER) | 6.       |

### Strandröplabda

#### Férfi
| Versenyző                   | Csoportkör | Csoportkör | 16 közé jutásért  | Nyolcaddöntő                                                   | Negyeddöntő                                                        | Elődöntő                                                            | Döntő                                                           | Helyezés |
| Versenyző                   | Ellenfél Eredmény | Hely.      | Ellenfél Eredmény | Ellenfél Eredmény                                              | Ellenfél Eredmény                                                  | Ellenfél Eredmény                                                   | Ellenfél Eredmény                                               | Helyezés |
| --------------------------- | --- | ---------- | ----------------- | -------------------------------------------------------------- | ------------------------------------------------------------------ | ------------------------------------------------------------------- | --------------------------------------------------------------- | -------- |
| Nils Ehlers Clemens Wickler | C csoport · Franciaország (FRA) · Rémi Bassereau · Julien Lyneel · 21–15, 21–17 · Ausztrália (AUS) · Thomas Hodges · Zachery Schubert · 16–21, 21–18, 19–17 · Lengyelország (POL) · Michał Bryl · Bartosz Łosiak · 21–19, 21–15 | 1.         |                   | Brazília (BRA) · André Stein · George Wanderley · 21–16, 21–17 | Hollandia (NED) · Stefan Boermans · Yorick de Groot · 22–20, 21–15 | Norvégia (NOR) · Anders Mol · Christian Sørum · 21–13, 17–21, 15–13 | Svédország (SWE) · David Åhman · Jonatan Hellvig · 10–21, 13–21 |          |

#### Női
| Versenyző                    | Csoportkör | Csoportkör | 16 közé jutásért  | Nyolcaddöntő                                                                   | Negyeddöntő       | Elődöntő          | Döntő             | Helyezés |
| Versenyző                    | Ellenfél Eredmény | Hely.      | Ellenfél Eredmény | Ellenfél Eredmény                                                              | Ellenfél Eredmény | Ellenfél Eredmény | Ellenfél Eredmény | Helyezés |
| ---------------------------- | --- | ---------- | ----------------- | ------------------------------------------------------------------------------ | ----------------- | ----------------- | ----------------- | -------- |
| Louisa Lippmann Laura Ludwig | F csoport · Franciaország (FRA) · Lézana Placette · Alexia Richard · 14–21, 20–22 · Svájc (SUI) · Nina Betschart · Tanja Hüberli · 9–21, 15–21 · Spanyolország (ESP) · Daniela Álvarez Mendoza · Tania Moreno · 16–21, 1921         | 4.         | kiesett           | kiesett                                                                        | kiesett           | kiesett           | kiesett           | 19.      |
| Svenja Müller Cinja Tillmann | C csoport · Franciaország (FRA) · Aline Chamereau · Clémence Vieira · 21–14, 21–12 · Csehország (CZE) · Barbora Hermannová · Marie-Sára Štochlová · 21–17, 21–9 · Egyesült Államok (USA) · Kelly Cheng · Sara Hughes · 18–21, 18–21 | 2.         |                   | Lettország (LAT) · Tīna Graudiņa · Anastasija Kravčenoka · 13–21, 21–17, 16–18 | kiesett           | kiesett           | kiesett           | 9.       |

## Sportlövészet
Férfi
| Versenyző          | Versenyszám           | Selejtező | Selejtező | Döntő   | Döntő    |
| Versenyző          | Versenyszám           | Pont      | Helyezés  | Pont    | Helyezés |
| ------------------ | --------------------- | --------- | --------- | ------- | -------- |
| Florian Peter      | Gyorstüzelő pisztoly  | 585       | 6.        | 20      | 4.       |
| Christian Reitz    | Gyorstüzelő pisztoly  | 577       | 23.       | kiesett | kiesett  |
| Christian Reitz    | Légpisztoly           | 580       | 3.        | 177,6   | 5.       |
| Robin Walter       | Légpisztoly           | 577       | 8.        | 158,4   | 6.       |
| Maximilian Ulbrich | Légpuska              | 628,9     | 14.       | kiesett | kiesett  |
| Maximilian Ulbrich | Sportpuska, összetett | 588       | 17.       | kiesett | kiesett  |
| Sven Korte         | Skeet                 | 122(+1)   | 8.        | kiesett | kiesett  |

Női
| Versenyző            | Versenyszám           | Selejtező | Selejtező | Döntő   | Döntő    |
| Versenyző            | Versenyszám           | Pont      | Helyezés  | Pont    | Helyezés |
| -------------------- | --------------------- | --------- | --------- | ------- | -------- |
| Josefin Eder         | Légpisztoly           | 567       | 30.       | kiesett | kiesett  |
| Josefin Eder         | Sportpisztoly         | 569       | 36.       | kiesett | kiesett  |
| Doreen Vennekamp     | Sportpisztoly         | 583       | 13.       | kiesett | kiesett  |
| Doreen Vennekamp     | Légpisztoly           | 572       | 20.       | kiesett | kiesett  |
| Lisa Müller          | Légpuska              | 626,5     | 25.       | kiesett | kiesett  |
| Anna Janßen          | Légpuska              | 627,5     | 19.       | kiesett | kiesett  |
| Anna Janßen          | Sportpuska, összetett | 587       | 11.       | kiesett | kiesett  |
| Jolyn Beer           | Sportpuska, összetett | 587       | 9.        | kiesett | kiesett  |
| Nadine Messerschmidt | Skeet                 | 117       | 17.       | kiesett | kiesett  |
| Nele Wißmer          | Skeet                 | 120(+5)   | 8.        | kiesett | kiesett  |
| Kathrin Murche       | Trap                  | 119       | 11.       | kiesett | kiesett  |

Vegyes
| Versenyző                      | Versenyszám | Selejtező | Selejtező | Döntő                                                                   | Döntő    |
| Versenyző                      | Versenyszám | Pont      | Helyezés  | Pont                                                                    | Helyezés |
| ------------------------------ | ----------- | --------- | --------- | ----------------------------------------------------------------------- | -------- |
| Josefin Eder Christian Reitz   | Légpisztoly | 577       | 6.        | kiesett                                                                 | kiesett  |
| Doreen Vennekamp Robin Walter  | Légpisztoly | 576       | 9.        | kiesett                                                                 | kiesett  |
| Anna Janßen Maximilian Ulbrich | Légpuska    | 629,7     | 4.        | Bronzmérkőzés · Kazahsztán (KAZ) · Alexandra Le · Islam Satpayev · 5–17 | 4.       |
| Sven Korte Nele Wißmer         | Skeet       | 142       | 10.       | kiesett                                                                 | kiesett  |

## Sportmászás
Kombinált
| Versenyző       | Versenyszám | Elődöntő       | Elődöntő       | Elődöntő       | Elődöntő       | Elődöntő       | Elődöntő       | Elődöntő         | Elődöntő         | Összesítés | Összesítés | Döntő          | Döntő          | Döntő          | Döntő          | Döntő          | Döntő          | Döntő            | Döntő            | Összesítés | Összesítés |
| Versenyző       | Versenyszám | Boulder mászás | Boulder mászás | Boulder mászás | Boulder mászás | Boulder mászás | Boulder mászás | Nehézségi mászás | Nehézségi mászás | Összesítés | Összesítés | Boulder mászás | Boulder mászás | Boulder mászás | Boulder mászás | Boulder mászás | Boulder mászás | Nehézségi mászás | Nehézségi mászás | Összesítés | Összesítés |
| Versenyző       | Versenyszám | 1              | 2              | 3              | 4              | Pont           | Hely.          | Pont             | Hely.            | Pont       | Hely.      | 1              | 2              | 3              | 4              | Pont           | Hely.          | Pont             | Hely.            | Pont       | Hely.      |
| --------------- | ----------- | -------------- | -------------- | -------------- | -------------- | -------------- | -------------- | ---------------- | ---------------- | ---------- | ---------- | -------------- | -------------- | -------------- | -------------- | -------------- | -------------- | ---------------- | ---------------- | ---------- | ---------- |
| Yannick Flohé   | Férfi       | 10,0           | 10,0           | 4,9            | 4,8            | 29,7           | 12.            | 39,1             | 9.               | 68,8       | 9.         | kiesett        | kiesett        | kiesett        | kiesett        | kiesett        | kiesett        | kiesett          | kiesett          | 68,8       | 9.         |
| Alexander Megos | Férfi       | 5,0            | 9,7            | 5,0            | 5,0            | 24,7           | 15.            | 24,0             | =11.             | 48,7       | 13.        | kiesett        | kiesett        | kiesett        | kiesett        | kiesett        | kiesett        | kiesett          | kiesett          | 48,7       | 13.        |
| Lucia Dörffel   | Női         | 5,0            | 9,7            | 9,8            | 4,7            | 29,2           | 16.            | 51,1             | =10.             | 80,3       | 16.        | kiesett        | kiesett        | kiesett        | kiesett        | kiesett        | kiesett        | kiesett          | kiesett          | 80,3       | 16.        |

## Taekwondo
Női
| Versenyző     | Versenyszám | Nyolcaddöntő                | Negyeddöntő               | Elődöntő          | Vigaszág elődöntő               | Bronz- mérkőzés                  | Döntő             | Helyezés |
| Versenyző     | Versenyszám | Ellenfél Eredmény           | Ellenfél Eredmény         | Ellenfél Eredmény | Ellenfél Eredmény               | Ellenfél Eredmény                | Ellenfél Eredmény | Helyezés |
| ------------- | ----------- | --------------------------- | ------------------------- | ----------------- | ------------------------------- | -------------------------------- | ----------------- | -------- |
| Lorena Brandl | Nehézsúly   | Arlettys Acosta (CUB) · 2–0 | Althéa Laurin (FRA) · 0–2 |                   | Munira Abdusalomova (TJK) · 2–0 | I Dabin (Lee Da-bin) (KOR) · 1–2 |                   | 5.       |

## Tenisz
Férfi
| Versenyző                          | Versenyszám | 64-es főtábla                                     | 32-es főtábla                                                                | Nyolcaddöntő                                                           | Negyeddöntő                                                          | Elődöntő          | Bronz- mérkőzés   | Döntő             | Helyezés |
| Versenyző                          | Versenyszám | Ellenfél Eredmény                                 | Ellenfél Eredmény                                                            | Ellenfél Eredmény                                                      | Ellenfél Eredmény                                                    | Ellenfél Eredmény | Ellenfél Eredmény | Ellenfél Eredmény | Helyezés |
| ---------------------------------- | ----------- | ------------------------------------------------- | ---------------------------------------------------------------------------- | ---------------------------------------------------------------------- | -------------------------------------------------------------------- | ----------------- | ----------------- | ----------------- | -------- |
| Dominik Koepfer                    | Egyes       | Miloš Raonić (CAN) · 6–7(2–7), 7–6(7–5), 7–6(7–1) | Matteo Arnaldi (ITA) · 3–6, 6–2, 6–1                                         | Novak Đoković (SRB) · 5–7, 3–6                                         | kiesett                                                              | kiesett           | kiesett           | kiesett           | 9.       |
| Maximilian Marterer                | Egyes       | Dušan Lajović (SRB) · 6–3, 6–7(6–8), 6–3          | Félix Auger-Aliassime (CAN) · 0–6, 1–6                                       | kiesett                                                                | kiesett                                                              | kiesett           | kiesett           | kiesett           | 17.      |
| Jan-Lennard Struff                 | Egyes       | Francisco Cabral (POR) · 6–2, 6–2                 | Corentin Moutet (FRA) · visszalépett                                         | kiesett                                                                | kiesett                                                              | kiesett           | kiesett           | kiesett           | 17.      |
| Alexander Zverev                   | Egyes       | Jaume Munar (ESP) · 6–2, 6–2                      | Tomáš Macháč (CZE) · 6–3, 7–5                                                | Alexei Popyrin (AUS) · 7–5, 6–3                                        | Lorenzo Musetti (ITA) · 5–7, 5–7                                     | kiesett           | kiesett           | kiesett           | 5.       |
| Kevin Krawietz Tim Pütz            | Páros       |                                                   | Független résztvevők (AIN) · Danyiil Medvegyev · Roman Szafiullin · 6–4, 6–4 | Franciaország (FRA) · Gaël Monfils · Édouard Roger-Vasselin · 6–3, 6–1 | Csehország (CZE) · Tomáš Macháč · Adam Pavlásek · 6–3, 1–6, [5]–[10] | kiesett           | kiesett           | kiesett           | 5.       |
| Dominik Koepfer Jan-Lennard Struff | Páros       |                                                   | Horvátország (CRO) · Nikola Mektić · Mate Pavić · 6–3, 6–7(5–7), [10]–[5]    | Portugália (POR) · Nuno Borges · Francisco Cabral · 6–2, 6–2           | Ausztrália (AUS) · Matthew Ebden · John Peers · 6–7(2–7), 6–7(4–7)   | kiesett           | kiesett           | kiesett           | 5.       |

Női
| Versenyző                        | Versenyszám | 64-es főtábla                               | 32-es főtábla                                                      | Nyolcaddöntő                      | Negyeddöntő                                                   | Elődöntő          | Bronz- mérkőzés   | Döntő             | Helyezés |
| Versenyző                        | Versenyszám | Ellenfél Eredmény                           | Ellenfél Eredmény                                                  | Ellenfél Eredmény                 | Ellenfél Eredmény                                             | Ellenfél Eredmény | Ellenfél Eredmény | Ellenfél Eredmény | Helyezés |
| -------------------------------- | ----------- | ------------------------------------------- | ------------------------------------------------------------------ | --------------------------------- | ------------------------------------------------------------- | ----------------- | ----------------- | ----------------- | -------- |
| Angelique Kerber                 | Egyes       | Ószaka Naomi (JPN) · 7–5, 6–3               | Jaqueline Cristian (ROU) · 6–4, 3–6, 6–4                           | Leylah Fernandez (CAN) · 6–4, 6–3 | Cseng Csin-ven (Zheng Qinwen) (CHN) · 7–6(7–4), 4–6, 6–7(6–8) | kiesett           | kiesett           | kiesett           | 5.       |
| Tamara Korpatsch                 | Egyes       | Vang Hszin-jü (Wang Xinyu) (CHN) · 2–6, 1–6 | kiesett                                                            | kiesett                           | kiesett                                                       | kiesett           | kiesett           | kiesett           | 33.      |
| Tatjana Maria                    | Egyes       | María Lourdes Carlé (ARG) · 0–6, 0–6        | kiesett                                                            | kiesett                           | kiesett                                                       | kiesett           | kiesett           | kiesett           | 33.      |
| Laura Siegemund                  | Egyes       | Danielle Collins (USA) · 3–6, 0–2 feladta   | kiesett                                                            | kiesett                           | kiesett                                                       | kiesett           | kiesett           | kiesett           | 33.      |
| Angelique Kerber Laura Siegemund | Páros       |                                             | Nagy-Britannia (GBR) · Katie Boulter · Heather Watson · 2–6, 3–6   | kiesett                           | kiesett                                                       | kiesett           | kiesett           | kiesett           | 17.      |
| Tamara Korpatsch Tatjana Maria   | Páros       |                                             | Argentína (ARG) · María Lourdes Carlé · Nadia Podoroska · 3–6, 0–6 | kiesett                           | kiesett                                                       | kiesett           | kiesett           | kiesett           | 17.      |

Vegyes
| Versenyző                        | Versenyszám | Nyolcaddöntő                                                    | Negyeddöntő       | Elődöntő          | Bronz- mérkőzés   | Döntő             | Helyezés |
| Versenyző                        | Versenyszám | Ellenfél Eredmény                                               | Ellenfél Eredmény | Ellenfél Eredmény | Ellenfél Eredmény | Ellenfél Eredmény | Helyezés |
| -------------------------------- | ----------- | --------------------------------------------------------------- | ----------------- | ----------------- | ----------------- | ----------------- | -------- |
| Laura Siegemund Alexander Zverev | Páros       | Csehország (CZE) · Tomáš Macháč · Kateřina Siniaková · 4–6, 5–7 | kiesett           | kiesett           | kiesett           | kiesett           | 9.       |

## Tollaslabda
| Versenyző                  | Versenyszám | Csoportkör | Csoportkör | Nyolcaddöntő      | Negyeddöntő       | Elődöntő          | Bronz- mérkőzés   | Döntő             | Helyezés |
| Versenyző                  | Versenyszám | Ellenfél Eredmény | Hely.      | Ellenfél Eredmény | Ellenfél Eredmény | Ellenfél Eredmény | Ellenfél Eredmény | Ellenfél Eredmény | Helyezés |
| -------------------------- | ----------- | --- | ---------- | ----------------- | ----------------- | ----------------- | ----------------- | ----------------- | -------- |
| Fabian Roth                | Férfi egyes | K csoport · Prannoy H. S. (IND) · 18–21, 12–21 · Lê Đức Phát (VIE) · 10–21, 10–21 | 3.         | kiesett           | kiesett           | kiesett           | kiesett           | kiesett           | 27.      |
| Mark Lamsfuß Marvin Seidel | Férfi páros | C csoport · Indonézia (INA) · Fajar Alfian · Muhammad Rian Ardianto · 13–21, 17–21 · India (IND) · Satwiksairaj Rankireddy · Chirag Shetty · visszalépett · Franciaország (FRA) · Lucas Corvée · Ronan Labar · visszalépett | 4.         |                   | kiesett           | kiesett           | kiesett           | kiesett           | 13.      |
| Yvonne Li                  | Női egyes   | P csoport · Csen Jün-fej (Chen Yufei) (CHN) · 14–21, 21–17, 9–21 · Mia Blichfeldt (DEN) · 14–21, 21–14, 12–21 | 3.         | kiesett           | kiesett           | kiesett           | kiesett           | kiesett           | 27.      |

## Triatlon
Egyéni
| Versenyző       | Versenyszám | 1,5 km úszás | Depózás 1 | 40 km kerékpározás | Depózás 2 | 10 km futás | Összesítés | Összesítés |
| Versenyző       | Versenyszám | Idő          | Idő       | Idő                | Idő       | Idő         | Idő        | Helyezés   |
| --------------- | ----------- | ------------ | --------- | ------------------ | --------- | ----------- | ---------- | ---------- |
| Tim Hellwig     | Férfi       | 20:34        | 0:47      | 52:03              | 0:26      | 31:39       | 1:45:29    | 18.        |
| Lasse Lührs     | Férfi       | 21:00        | 0:52      | 51:34              | 0:27      | 32:03       | 1:45:56    | 21.        |
| Jonas Schomburg | Férfi       | 20:32        | 0:51      | 52:00              | 0:22      | 32:41       | 1:46:26    | 24.        |
| Nina Eim        | Női         | 23:38        | 0:53      | 58:16              | 0:29      | 33:57       | 1:57:13    | 12.        |
| Laura Lindemann | Női         | 22:48        | 0:53      | 59:07              | 0:31      | 33:42       | 1:57:01    | 8.         |
| Lisa Tertsch    | Női         | 22:45        | 0:50      | 59:12              | 0:29      | 33:47       | 1:57:03    | 9.         |

Csapat
| Versenyző                                            | Versenyszám   | Úszás (300 m X 4) | Depózás 1 | Kerékpározás (6,8 km X 4) | Depózás 2 | Futás (2 km X 4) | Összesen | Hely. |
| ---------------------------------------------------- | ------------- | ----------------- | --------- | ------------------------- | --------- | ---------------- | -------- | ----- |
| Tim Hellwig Lisa Tertsch Lasse Lührs Laura Lindemann | Vegyes csapat | 18:27             | 4:21      | 40:20                     | 1:43      | 20:48            | 1:25:39  |       |

## Vitorlázás
Férfi
| Versenyző                           | Versenyszám              | Futam | Futam | Futam | Futam | Futam | Futam | Futam | Futam | Futam | Futam | Futam | Futam | Futam | Futam | Futam   | Futam   | Futam   | Pontszám | Helyezés |
| Versenyző                           | Versenyszám              | 1     | 2     | 3     | 4     | 5     | 6     | 7     | 8     | 9     | 10    | 11    | 12    | 13    | 14-20 | N       | E       | É       | Pontszám | Helyezés |
| ----------------------------------- | ------------------------ | ----- | ----- | ----- | ----- | ----- | ----- | ----- | ----- | ----- | ----- | ----- | ----- | ----- | ----- | ------- | ------- | ------- | -------- | -------- |
| Sebastian Kördel                    | IQFoil (Szörfvitorlázás) | 10    | 15    | 21    | 11    | 20    | 16    | 25    | 2     | 1     | 1     | 11    | 8     | 9     | X     | kiesett | kiesett | kiesett | 104      | 12.      |
| Philipp Buhl                        | ILCA 7 (Laser)           | 7     | 30    | 3     | 28    | 26    | 11    | 44    | 1     | X     | X     |       |       |       |       |         |         | kiesett | 106      | 13.      |
| Jakob Meggendorfer Andreas Spranger | 49er osztály             | 6     | 21    | 3     | 12    | 8     | 3     | 16    | 12    | 11    | 7     | 17    | 14    |       |       |         |         | kiesett | 109      | 11.      |

| Versenyző   | Versenyszám  | Futam | Futam | Futam | Futam | Futam | Futam | Futam | Futam | Futam | Futam | Futam                                                                                  | Futam           | Futam           | Futam           | Futam           | Helyezés |
| Versenyző   | Versenyszám  | 1     | 2     | 3     | 4     | 5     | 6     | 7     | 8-16  | P     | Hely. | Elődöntő 1                                                                             | Elődöntő 2      | Éremfutam 1     | Éremfutam 2     | Éremfutam 3     | Helyezés |
| Versenyző   | Versenyszám  | 1     | 2     | 3     | 4     | 5     | 6     | 7     | 8-16  | P     | Hely. | Ellenfelek Pont                                                                        | Ellenfelek Pont | Ellenfelek Pont | Ellenfelek Pont | Ellenfelek Pont | Helyezés |
| ----------- | ------------ | ----- | ----- | ----- | ----- | ----- | ----- | ----- | ----- | ----- | ----- | -------------------------------------------------------------------------------------- | --------------- | --------------- | --------------- | --------------- | -------- |
| Jannis Maus | Formula kite | 8     | 9     | 11    | 2     | 2     | 7     | 2     | X     | 21    | 5.    | B csoport · Valentin Bontus (AUT) · Connor Bainbridge (GBR) · Markus Edegran (USA) · 2 | B csoport X     | kiesett         | kiesett         | kiesett         | 5.       |

Női
| Versenyző                  | Versenyszám              | Futam | Futam | Futam | Futam | Futam | Futam | Futam | Futam | Futam | Futam | Futam | Futam | Futam | Futam | Futam | Futam | Futam   | Futam   | Pontszám | Helyezés |
| Versenyző                  | Versenyszám              | 1     | 2     | 3     | 4     | 5     | 6     | 7     | 8     | 9     | 10    | 11    | 12    | 13    | 14    | 15-20 | N     | E       | É       | Pontszám | Helyezés |
| -------------------------- | ------------------------ | ----- | ----- | ----- | ----- | ----- | ----- | ----- | ----- | ----- | ----- | ----- | ----- | ----- | ----- | ----- | ----- | ------- | ------- | -------- | -------- |
| Theresa Steinlein          | IQFoil (Szörfvitorlázás) | 3     | 11    | 12    | 16    | 16    | 13    | 2     | 5     | 5     | 13    | 12    | 25    | 9     | 7     | X     | 8     | kiesett | kiesett | 108      | 6.       |
| Julia Büsselberg           | ILCA 6 (Laser radial)    | 10    | 14    | 10    | 27    | 24    | 27    | 23    | 33    | 27    | X     |       |       |       |       |       |       |         | kiesett | 162      | 25.      |
| Marla Bergmann Hanna Wille | 49erFX osztály           | 3     | 4     | 5     | 21    | 16    | 7     | 11    | 8     | 8     | 3     | 14    | 5     |       |       |       |       |         | 14      | 98       | 6.       |

| Versenyző    | Versenyszám  | Futam | Futam | Futam | Futam | Futam | Futam | Futam | Futam | Futam | Futam                                                                                     | Futam           | Futam           | Helyezés |
| Versenyző    | Versenyszám  | 1     | 2     | 3     | 4     | 5     | 6     | 7-16  | P     | Hely. | Elődöntő                                                                                  | Éremfutam 1     | Éremfutam 2     | Helyezés |
| Versenyző    | Versenyszám  | 1     | 2     | 3     | 4     | 5     | 6     | 7-16  | P     | Hely. | Ellenfelek Pont                                                                           | Ellenfelek Pont | Ellenfelek Pont | Helyezés |
| ------------ | ------------ | ----- | ----- | ----- | ----- | ----- | ----- | ----- | ----- | ----- | ----------------------------------------------------------------------------------------- | --------------- | --------------- | -------- |
| Leonie Meyer | Formula kite | 4     | 7     | 8     | 4     | 3     | 6     | X     | 24    | 5.    | B csoport · Annelous Lammerts (NED) · Julia Damasiewicz (POL) · Maggie Pescetto (ITA) · 2 | kiesett         | kiesett         | 5.       |

Vegyes
| Versenyző                      | Versenyszám    | Futam | Futam | Futam | Futam | Futam | Futam | Futam | Futam | Futam | Futam | Futam | Futam | Futam   | Pontszám | Helyezés |
| Versenyző                      | Versenyszám    | 1     | 2     | 3     | 4     | 5     | 6     | 7     | 8     | 9     | 10    | 11    | 12    | É       | Pontszám | Helyezés |
| ------------------------------ | -------------- | ----- | ----- | ----- | ----- | ----- | ----- | ----- | ----- | ----- | ----- | ----- | ----- | ------- | -------- | -------- |
| Paul Kohlhoff Alica Stuhlemmer | Nacra 17       | 18    | 9     | 3     | 6     | 3     | 2     | 13    | 8     | 5     | 14    | 17    | 10    | 10      | 100      | 8.       |
| Simon Diesch Anna Markfort     | 470-es osztály | 8     | 4     | 9     | 10    | 16    | 9     | 19    | 20    | X     | X     |       |       | kiesett | 75       | 14.      |

X - törölt futam

## Vívás
Férfi
| Versenyző    | Versenyszám  | Selejtező         | 32-es főtábla                  | Nyolcaddöntő                    | Negyeddöntő                 | Elődöntő          | Bronz- mérkőzés   | Döntő             | Helyezés |
| Versenyző    | Versenyszám  | Ellenfél Eredmény | Ellenfél Eredmény              | Ellenfél Eredmény               | Ellenfél Eredmény           | Ellenfél Eredmény | Ellenfél Eredmény | Ellenfél Eredmény | Helyezés |
| ------------ | ------------ | ----------------- | ------------------------------ | ------------------------------- | --------------------------- | ----------------- | ----------------- | ----------------- | -------- |
| Matyas Szabo | Kard, egyéni | erőnyerő          | Yousef Al-Shamlan (KUW) · 15–6 | Sébastien Patrice (FRA) · 15–13 | Ziad El-Sissy (EGY) · 14–15 | kiesett           | kiesett           | kiesett           | 5.       |

Női
| Versenyző  | Versenyszám | Selejtező         | 32-es főtábla            | Nyolcaddöntő             | Negyeddöntő               | Elődöntő          | Bronz- mérkőzés   | Döntő             | Helyezés |
| Versenyző  | Versenyszám | Ellenfél Eredmény | Ellenfél Eredmény        | Ellenfél Eredmény        | Ellenfél Eredmény         | Ellenfél Eredmény | Ellenfél Eredmény | Ellenfél Eredmény | Helyezés |
| ---------- | ----------- | ----------------- | ------------------------ | ------------------------ | ------------------------- | ----------------- | ----------------- | ----------------- | -------- |
| Anne Sauer | Tőr, egyéni | erőnyerő          | Malak Hamza (EGY) · 15–3 | Daphne Chan (HKG) · 15–8 | Alice Volpi (ITA) · 12–15 | kiesett           | kiesett           | kiesett           | 7.       |